# Geschichte der Stadt St. Gallen

Das Wappen der Stadt St. Gallen: Der Bär mit dem goldenen Halsband

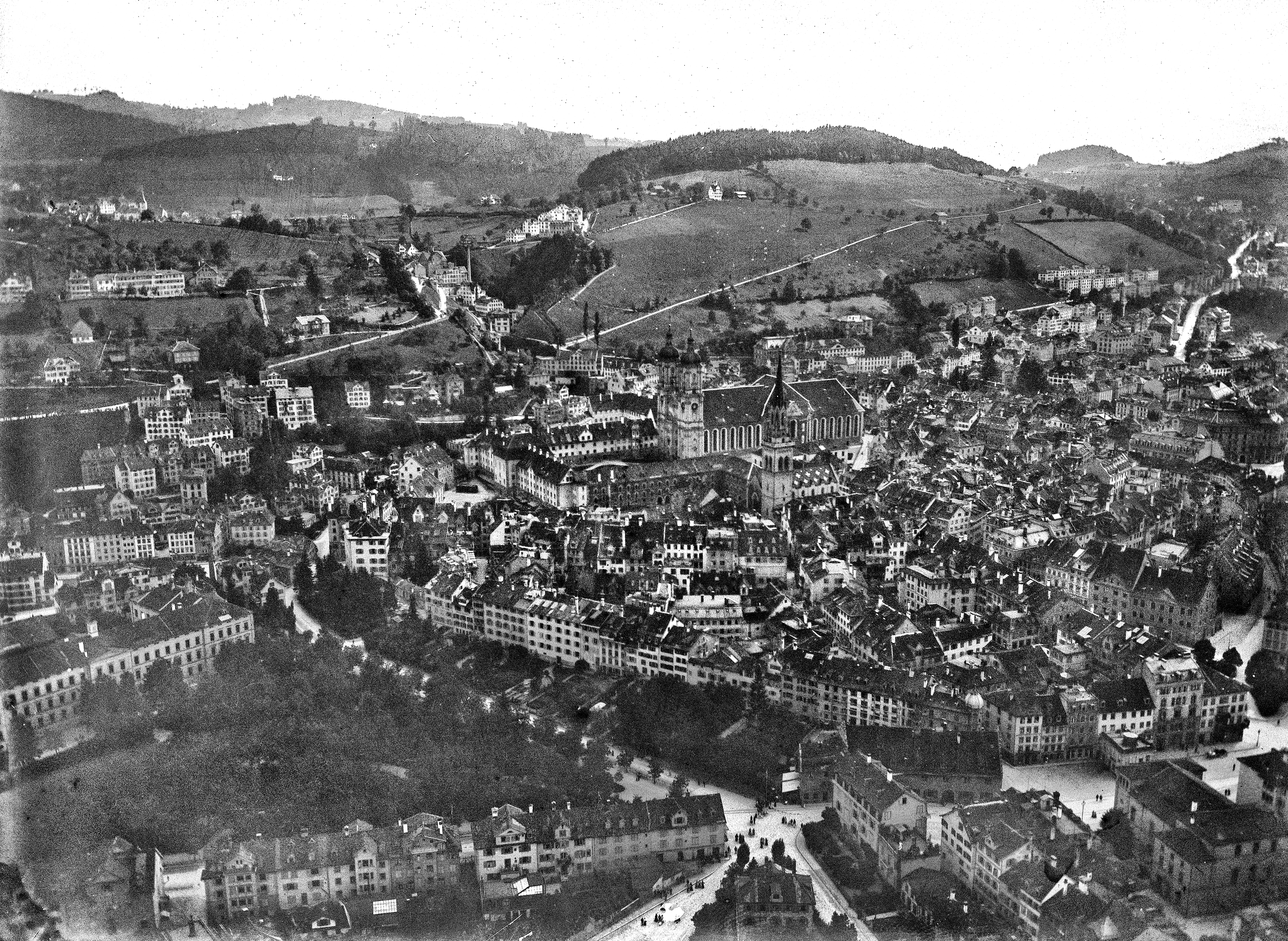
St. Gallen, Altstadt, Ballonaufnahme von Eduard Spelterini (1852–1931)

Die Geschichte der Stadt St. Gallen beginnt mit der Legende des heiligen Gallus im Jahr 612 nach Christus. Otmar gründete dann an dieser Stelle im Jahr 719 das später berühmte Kloster, was dem jungen Ort eine erste Blüte brachte, die bis etwa zum Jahr 1000 dauerte.
Mit der Reformation im 16. Jahrhundert begann der langjährige Zwist zwischen der Stadt, die den neuen Glauben angenommen hatte, und dem Fürstabt, der innerhalb derselben Mauern wohnte und dem das ganze Umland gehörte. Beigelegt wurde dieser Streit erst mit dem Zusammenbruch der alten Ordnung und der Gründung des neuen Kantons St. Gallen (zuerst kurz Kanton Säntis), dessen neuer Hauptort die Stadt wurde. Noch im 19. Jahrhundert waren die konfessionellen Gräben tief und eine Verschmelzung der Stadt St. Gallen mit ihren Vorortgemeinden wurde erst 1918 im Schatten des Ersten Weltkriegs und einer grossen Krise der Ostschweizer Textilindustrie möglich. Diese hatte seit dem 16. Jahrhundert die Wirtschaft der Stadt und ihrer Umgebung dominiert. Heute bildet St. Gallen das wirtschaftliche und kulturelle Zentrum der Ostschweiz.

## Ursprünge und erste Blüte

### Gallus an der Steinach

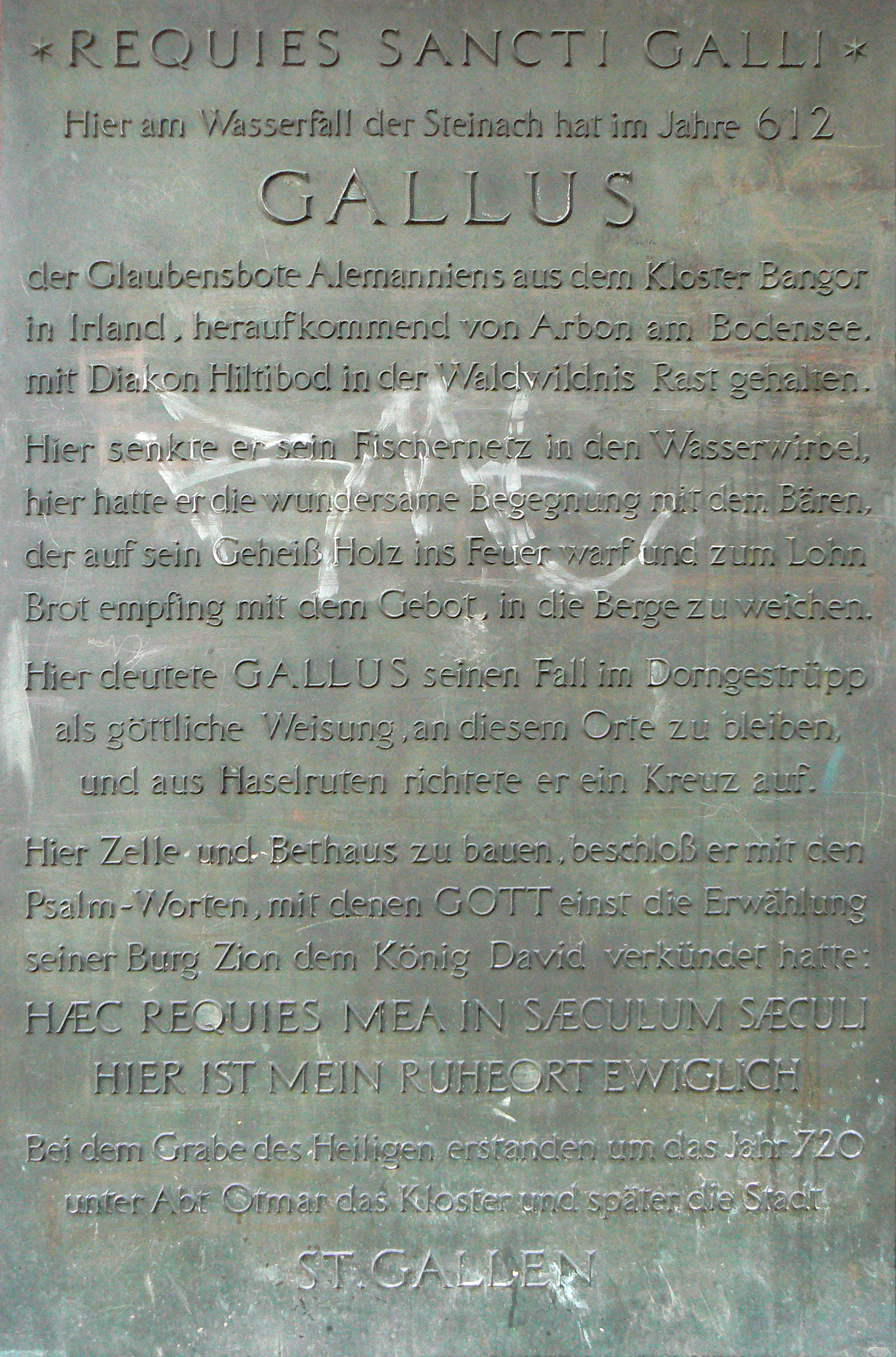
Gedenktafel zu Ehren von Gallus an der Steinach

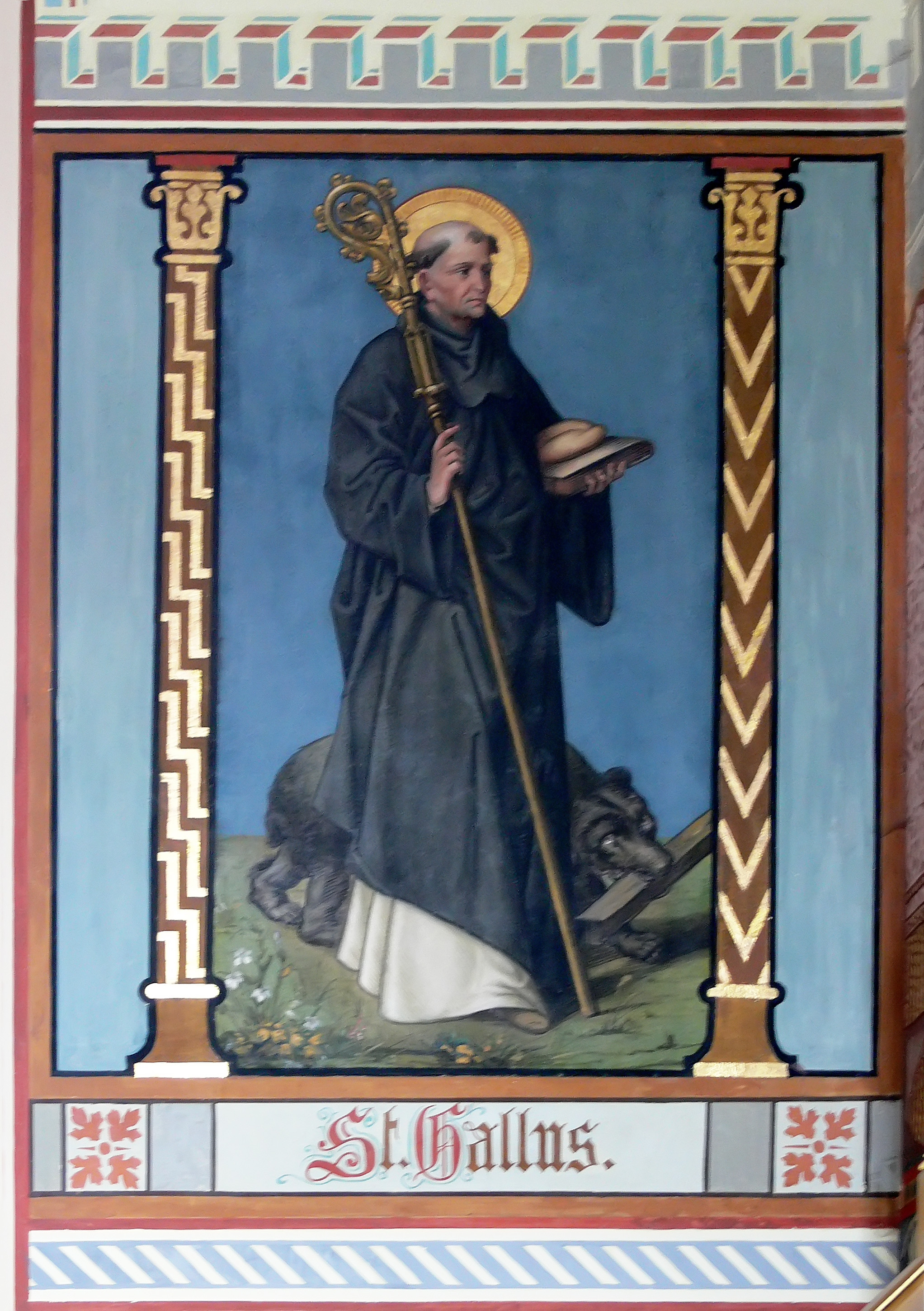
Der heilige Gallus auf einer Wandmalerei

Die Anfänge der Siedlung St. Gallen gehen auf den Mönch St. Gallus (* um 550; † 620 oder 640) zurück, der als Schüler des irischen Missionars Columban von Luxeuil in das Gebiet der heutigen Schweiz gekommen war, um die Alamannen zum Christentum zu bekehren. Gemäss der populären Geschichtsschreibung errichtete Gallus am Fluss Steinach im Jahr 612 eine Einsiedlerklause. Zu jener Zeit erstreckte sich der sogenannte Arboner Forst vom Appenzellerland bis zum Bodensee. Der Legende nach soll Gallus auf dem Weg in Richtung Alpstein am Ausgang der Mülenenschlucht in einen Dornbusch gefallen sein. Er deutete dieses als Zeichen Gottes, an diesem Ort zu bleiben. Eine weitere Legende berichtet, Gallus sei in jener Nacht von einem Bären überrascht worden. Auf Geheiss des Mönchs warf dieser einige Scheite Holz ins Feuer. Gallus gab dem Bären ein Brot und befahl ihm danach, nie mehr wiederzukehren. Der Bär wurde fortan nicht mehr gesehen. Auf diese Legende geht es zurück, dass der Bär das Wappentier der Stadt St. Gallen geworden ist.
Das Wort «Eremit» schliesst andere Menschen in seiner Umgebung nicht aus, denn bereits 615 muss eine Mönchsschar bei ihm gelebt haben, mit denen er die Totenmesse für Columban feiern konnte. Walahfrid Strabo nennt in seiner Vita bereits 12 Gefolgsleute, was aber auch eine Wunschvorstellung sein kann, wegen der Bedeutung der Zahl zwölf im Christentum. Neben den Männern werden spätestens beim Tod des Gallus bei Walahfrid auch Frauen und Kinder sowie Diener erwähnt. Schär hält es auch für unwahrscheinlich, dass die Mönche – so man sie denn schon so nennen darf – all die Arbeiten, insbesondere das Bestellen der Äcker und das Umsorgen der vielen Hilfesuchenden neben ihrer strengen Gebetszeiten selbst verrichtet haben können.
Zu dieser Zeit waren das heutige Fürstenland und Appenzell noch weitestgehend unbesiedelt und von einem ausgedehnten Wald bedeckt. Die Grösse der Siedlung war lange unbekannt, die 1964–66 von Hans Rudolf Sennhauser durchgeführten archäologischen Grabungen sind bis heute nicht ausgewertet (eine Veröffentlichung ist für 2024 versprochen). Ausgrabungen aus den Jahren 2008–2011 in verschiedenen Gassen der heutigen Altstadt fanden aber mittels der C14-Methode Hinweise auf die Rodung und Nutzung des Gebiets bis zum Irabach (heutiger Marktplatz) bereits zu Gallus’ Lebzeiten. Wann genau die Siedlung welche Ausdehnung erreichte ist jedoch nicht mehr mit Sicherheit zu bestimmen. Der Boden war wahrscheinlich noch öffentliches Land und gehörte dem König, später gewann Gallus durch Schenkung des Grafen Talto und des Priesters Willibert ein weiteres Stück gerodetes Land hinzu.
Gallus und seine Jünger zogen in der Gegend umher und gewannen viele Menschen für den christlichen Glauben. Er stand der Bevölkerung mit weisem Rat bei und heilte angeblich viele Kranke, darunter auch die Tochter des Herzogs von Schwaben. Dadurch drang die Kunde von den frommen Einsiedlern der Steinach weit ins Land hinaus. Gallus starb am 16. Oktober 640(?) in Arbon. Er wurde in seiner Klause an der Steinach beigesetzt.

### Gründung des Klosters
Nach Gallus’ Tod wurde vielfach angenommen, dass seine Zelle zerfiel. Die heute bekannten Ausgrabungen geben das aber nicht her. Wallfahrer vom Bodensee besuchten regelmässig sein Grab. Im Jahr 719 gründete der alemannische Priester Otmar (689–759) zu Ehren von Gallus am Wallfahrtsort eine Abtei und gab ihr den Namen «Sankt Gallen» (→ Fürstabtei St. Gallen). Zunächst erlegte er seiner Bruderschaft vermutlich eine persönlich gestaltete Mischregel auf. Im Jahr 747 führte Otmar auf Drängen des fränkischen Königs am Kloster die Regeln des Benedikt von Nursia ein. Der Frankenkönig Chilperich II. verlieh Otmar die Abtwürde. Bis zum Untergang der Abtei im Jahr 1805 war St. Gallen ein Benediktinerkloster. Es wurde im Frühmittelalter zu einer Zufluchtstätte für irische Gelehrte und Künstler, die ihre Heimat wegen der Einfälle der Wikinger und der Dänen verlassen hatten. St. Gallen liegt ausserdem am Jakobsweg von Rorschach nach Einsiedeln.
Die St. Galler Mönche erhielten gegen den Willen des Bischofs von Konstanz vom Papst das Recht, ihren Abt selbst zu wählen. Der Bischof liess deshalb Otmar gefangen nehmen. Er wurde aufgrund der Aussage eines falschen Zeugen zum Tode durch Verhungern in der Königspfalz in Bodman verurteilt. Später wurde das Urteil in lebenslange Haft auf der Insel Werd umgewandelt. Ein halbes Jahr später starb Otmar (16. November 759). Er wurde auf der Werd begraben. Die Insignien Otmars sind der Bischofsstab und das Weinfässchen: Zehn Jahre nach Otmars Tod entschlossen sich elf Mönche von St. Gallen, den Leichnam ihres verehrten Abtes heimlich nach St. Gallen zu bringen. Sie fanden die sterblichen Überreste der Legende nach unversehrt. Während der Überfahrt über den Bodensee soll ein heftiger Sturm ausgebrochen sein. Die Männer waren durch die anstrengende Ruderei sehr hungrig und durstig geworden. Ausser einem kleinen Fass Wein war jedoch nichts mehr zu essen oder zu trinken übrig. Als sie begannen, dieses auszuschenken, sei es nie leer geworden. Auch habe der Sturm dem Ruderboot nichts anhaben können, und die Fackeln, die sie angezündet hatten, hätten unbehelligt weiter gebrannt. So hätten die Mönche betend und Gott lobend den Hafen von Steinach erreicht. Otmar wurde darauf in St. Gallen zu seiner letzten Ruhe gebettet. Über den Grabstätten von Gallus und Otmar befindet sich heute die Stiftskirche St. Gallen, die Galluskrypta unter dem Chor und die Otmarskrypta unter der Empore. Zusammen sind sie die Schutzpatrone von Stadt und Bistum St. Gallen.
Noch war die Abtei aber vom Bistum Konstanz, dem sie unterstellt war, abhängig. So wurde durch Karl den Grossen bestätigt, dass das Kloster dem Bistum zu Tribut verpflichtet war. Einige der Nachfolger Otmars auf dem Abtstuhl waren auch gleichzeitig Bischöfe von Konstanz, unter ihnen Johannes, Wolfleoz und Salomo.
Die Kaiser auf dem Thron des Heiligen Römischen Reiches waren dem Kloster in der ersten Hälfte des 9. Jahrhunderts äusserst wohlgesinnt. So gewährte Ludwig der Fromme dem Kloster 818 die Immunität von der gräflichen Gerichtsbarkeit, Ludwig der Deutsche bestätigte dem Kloster die freie Abtwahl und seit 854 ist das Kloster dem Bistum nicht mehr zu Tribut verpflichtet. Noch heute zählt das Bistum St. Gallen zu den ganz wenigen Bistümern weltweit, die ihren Bischof selbst wählen dürfen.

### Erste Blüte

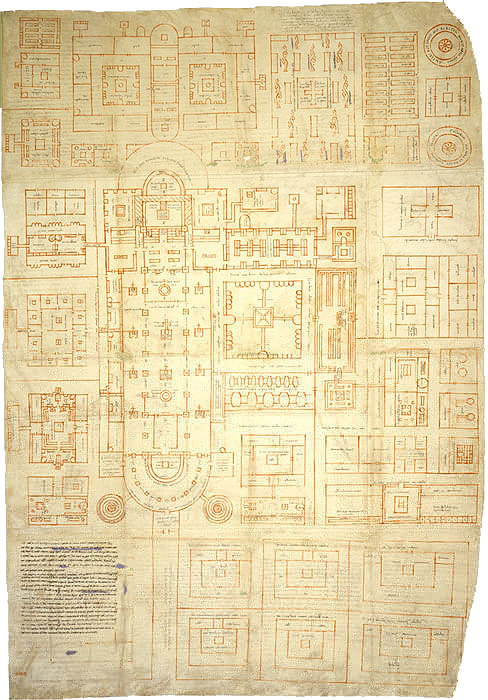
Der Klosterplan von Gozbert

Im Jahr 820 entstand im Kloster Reichenau der noch heute in der Stiftsbibliothek aufbewahrte St. Galler Klosterplan. Abt Gozbert (816–836) liess ihn erstellen, weil er eine deutliche Vergrösserung des Klosters plante. Der Plan zeigt eindrücklich in vielen Details, was alles zu einem frühmittelalterlichen Kloster gehörte. Historiker sind sich heute einig, dass das Kloster nie genau nach diesem Plan gebaut wurde; aber er zeigt die Idealvorstellung eines Klosters im Frühmittelalter. Statt des einen Kirchenbaus, wie ihn Gozbert geplant hatte, entstanden zwei, einer über dem Grab des Gallus (geweiht 837), der andere über dem des Otmar (geweiht 867). Im Scriptorium des Klosters fertigten die Mönche viele Schriften und Urkunden an. Es galt als erstrebenswert, möglichst viele solcher Dokumente zu besitzen. Im Stiftsarchiv St. Gallen sind allein aus dem 9. Jahrhundert noch fast 600 Urkunden bis heute erhalten.
In St. Gallen entstand mit dem Kloster ein Handels- und Wirtschaftszentrum des frühen Mittelalters. Zum Kloster gehörten natürlich die prunkvoll eingerichtete Kirche, die Arbeits- und Schlafräume der Mönche und die Schreibstube. Um sie herum entstanden Gasthäuser für Pilger und Reisende, ein Krankenhaus und eine der ältesten Klosterschulen nördlich der Alpen (→ Katholische Kantonssekundarschule St. Gallen). Diese war, wie zu jener Zeit üblich, in einen «inneren» und einen «äusseren» Teil getrennt. Im Inneren wurden die zukünftigen Mönche ausgebildet, der äussere stand auch dem Volk offen, allerdings nur den Söhnen von wohlhabenden Familien. Papst Gregor IV. war bei einem Besuch im Kloster so beeindruckt, dass er den Kindern einen Festtag nur für sie bewilligte. Daraus ist später das St. Galler Kinderfest geworden. Um diese Einrichtungen herum entstanden Handwerksbetriebe: Müller, Bäcker, Schmiede, Schreiner, Stallungen. St. Gallen war zur Ortschaft geworden. Das Kloster konnte seinen Reichtum, besonders auch an Ländereien, durch Schenkungen und Legate beständig ausbauen.

### Ungarneinfall

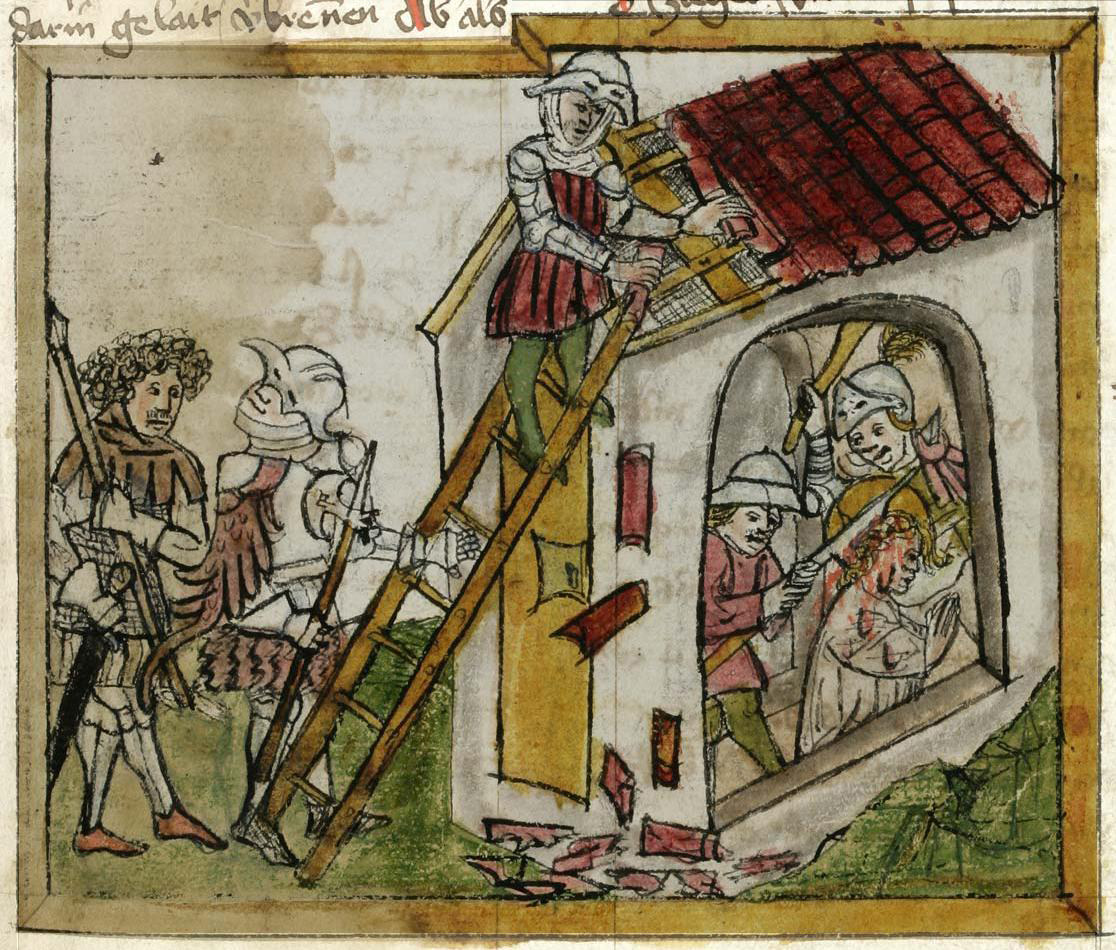
Martyrium der Wiborada

Im Frühjahr des Jahres 926 berichteten Reisende, die Ungarn würden auf ihren Feldzügen bereits bis zum Bodensee vorstossen. Die zum Teil zerstrittenen Reiche in Mitteldeutschland hatten den plündernden und brandschatzenden Banden nichts entgegenzusetzen, zumal sie sich nicht auf eine gemeinsame Strategie einigen konnten. Abt Engilbert beschloss, die Schüler sowie Alte und Kranke in der dem Kloster gehörenden Wasserburg bei Lindau in Sicherheit zu bringen. Viele der Schriften wurden im befreundeten Kloster Reichenau versteckt. Die Mönche brachten sich und die wertvollen Kultgegenstände in einer Fluchtburg, der Waldburg im Sitterwald, in Sicherheit. Die Einsiedlerin Wiborada blieb auf ihren ausdrücklichen Wunsch als einzige in der zugemauerten Kirche St. Mangen in der verlassenen Stadt zurück.
Als die Ungarn die Stadt überfielen, fanden sie nichts von Wert. Sie beschädigten Gebäude und Altäre und brannten die Holzhäuser des Dorfes nieder. Die Angreifer fanden auch Wiborada, allerdings keinen Eingang zu ihrer zugemauerten Klause. Feuer konnte ihr und der Kirche nichts anhaben, also deckten die Ungarn das Dach ab und töteten sie. Einen Angriff auf die Fluchtburg der Mönche wagten die Ungarn aufgrund ihrer schwer zugänglichen Lage nicht. Sie wurden von den Mönchen beim Rückzug sogar angegriffen. Nach dem Abzug der Ungarn kehrten die Mönche mit den Einwohnern zurück und bauten die beschädigten und niedergebrannten Häuser wieder auf.

### Klosterbrand
Am 26. April des Jahres 937 hatten sich zwei Klosterschüler besonders schlecht aufgeführt. Der Magister wies die Schüler an, ihm die Rute vom Estrich zu holen, um sie damit züchtigen zu können. Statt sich der Strafe zu unterziehen, nahm einer der Schüler ein brennendes Scheit aus dem Ofen. Im Dachstock legte er es in einen Reisighaufen, so dass es bald deutlich sichtbar qualmte. Dem Lehrer wollte er so vormachen, die Schule brenne. Der Scherz sollte jedoch keiner bleiben: Durch das ganze Kloster hallte bald der Ruf vom Feuer. Unter Lebensgefahr bargen die Mönche die heiligen Schriften aus der Bibliothek, die Glocken aus dem Turm und den Klosterschatz aus der Sakristei. Wenige Stunden später war das Kloster Gozberts nur noch ein Trümmerhaufen.
Erneut musste das Kloster neu errichtet werden. Die Mönche liessen sich jedoch nicht entmutigen, so dass das Leben in St. Gallen bald seinen gewohnten Lauf nahm.

## Verselbständigung der Stadt

### Reichsstadt
Um in Zukunft im Falle eines Krieges besser geschützt zu sein, befahl Abt Anno im Jahre 954, um Kloster und Klosterdorf eine Mauer mit Toren und Türmen errichten zu lassen. Vollendet wurde das Werk unter seinem Nachfolger Notker. Damit war St. Gallen im eigentlichen Sinne zur Stadt geworden und die Bürger nannten sich nun bevorzugt Stadtburger, wobei der Übergang nur lückenhaft dokumentiert ist. Vorläufig blieb das Recht, Amtsleute und Richter einzusetzen, beim Abt. Wann St. Gallen das für eine mittelalterliche Stadt zusätzlich notwendige Marktrecht sowie die Eigenständigkeit in rechtlicher Hinsicht bekam, lässt sich nicht mehr eindeutig feststellen. Der Jahrmarkt wurde irgendwann zwischen 947 und 1170 zum ersten Mal durchgeführt. Einen eigentlichen Marktplatz für den Wochenmarkt gab es spätestens 1228. Zu den ältesten Zeugnissen dazu gehören jene des Joachim von Watt, des grossen Reformators der Stadt. Er schreibt, dass die Jahrmärkte um Auffahrt und im Herbst zum Gallentag (Fest des heiligen Gallus) stattfanden. Der Herbstjahrmarkt findet noch heute zusammen mit der Olma an den Tagen vor und nach dem Fest des Namenspatrons der Stadt statt.
Spätestens seit dem 12. Juni 947 trugen die Äbte offiziell den Titel Fürstabt, wie aus einer Urkunde von Otto I. ersichtlich ist. Der Nachteil dieser Ehre war, dass der Abt dem König als dessen Vasallen nun zu Heerfolge verpflichtet war, was dem ruhigen Klosterleben über viele der kommenden Jahrhunderte abträglich werden sollte.
1180 setzte der deutsche König aus der Burgerschaft einen Reichsvogt ein, der an seiner Stelle Recht sprach. Er war allein gegenüber dem König verantwortlich, und der Abt durfte ihn nicht absetzen. Damit wurde St. Gallen zur Reichsstadt. Rudolf von Habsburg verbot 1281 dem Abt, die Stadt jemals zu verpfänden. Dies wäre ihm bis daher erlaubt gewesen, für den Fall, dass die Abtei in Geldnöte gekommen wäre.
Im Jahre 1291, als Rudolf starb, war Wilhelm von Montfort Abt von St. Gallen. Die Stadtburger hatten dem Abt, der ein Gegner Rudolfs von Habsburg war, Hilfe gegen den deutschen König geleistet. Zum Dank dafür gewährte er den Burgern der Stadt folgende Rechte in der «Handfeste» vom 31. Juli 1291:
1. Jeder Burger St. Gallens darf Haus und Gut frei und ungefragt verkaufen. Er schuldet für diese Handänderung seinem Herrn, dem Abte, nur einen Viertel Wein als Lehensgebühr.
2. Bei Streitigkeiten um Güter darf kein fremder Richter das Urteil sprechen.
3. Auf Erbschaften von Burgern hat der Abt keinen Anspruch mehr.
4. Wer das Burgerrecht der Stadt besitzt oder als freier Mann in der Stadt wohnt, darf nicht an fremde Herren ausgeliefert werden.
5. Man darf keinen Burger von Sankt Gallen pfänden oder verhaften, es sei denn, er wäre Schuldner oder Bürge.

Eine erste Handfeste hatte bereits Ulrich von Güttingen 1272/1273 den St. Gallern ausgestellt, weil sie ihn im Kampf gegen den Gegenabt Heinrich von Wartenberg unterstützten. Ulrich war damals bei Rudolf von Habsburg vorstellig geworden, um dem Kloster einen günstigen Vogt zu erwirken, was ihm jedoch nicht gelang, worauf das Verhältnis der Stadt zum Königshaus nachhaltig getrübt war. Spätestens mit dem Ausstellen dieser Urkunden an die Stadt hatte sich die Stadt auch das dritte wichtige Recht erworben: das Ernennen der eigenen Richter und die eigene Gerichtsbarkeit. Bemühungen in diese Richtung sind bereits seit 1170 belegt.

Grenzen der Stadt St. Gallen, Stand 1860, Lithografie von 1883

Die in der Handfeste von 1291 genannten „vier Grenzkreuze“ waren deutlich an den Ausfallstrassen der Stadt aufgestellte Wegkreuze, die jedem deutlich machten, dass er nun die Stadt verlasse und so nicht mehr dem sogenannten Konstanzer Recht (Stadtrecht) unterliege. Die Position der Kreuze wurde erst später, nämlich 1470, schriftlich dokumentiert, nachdem es zu Streitigkeiten gekommen war, weil dem Abt vorgebracht wurde, die Kreuze seien verschoben worden.
Diese Kreuze und die 1470 dazwischen angebrachten Grenzmarkierungen markierten bis zur Stadtverschmelzung von 1918 die Grenze der Stadt St. Gallen. Die Grenze verlief vom heutigen „Chrüzacker“ (wo heute das Bundesverwaltungsgerichtsgebäude steht) über die Dufourstrasse im Norden der Stadt zur Guisanstrasse (an der Grenze zu Rotmonten), hinunter an die St.-Jakob-Strasse östlich der Olma (2. Kreuz), dann zum Friedhof St. Fiden an der Strasse nach Untereggen (vermutlich 3. Kreuz) und schliesslich über Birnbäumen und Drei Weieren nach St. Georgen, wo das vierte Kreuz stand.

### Heiliggeistspital
Im Jahr 1228 wurde in der Stadt St. Gallen, die sich allmählich an die Abtei angegliedert hatte, im Namen des Ritters und Truchsesses Ulrich von Singenberg und des gutbetuchten Stadtbürgers Ulrich Blarer ein Heiliggeistspital als wohltätige Stiftung gegründet.

### Abspaltung von der Fürstabtei
Die Zeit des Spätmittelalters ist in St. Gallen durch wechselnde Verflechtungen mit Kloster und Reich geprägt. Sowohl die Stadt als auch der Abt versuchten immer wieder, sich von König oder Kaiser Vorteile gegenüber der anderen Seite zusichern zu lassen, mit wechselndem Erfolg. Neu waren im 14. Jahrhundert auch die Städtebünde. Auf Geheiss von Heinrich VII. verband sich die Gallusstadt 1312 erstmals mit Konstanz, Zürich und Schaffhausen. Durch den Vertrag sollten sich die Bürger der Städte gegenseitig in Rat und Tat beistehen, wenn Zwietracht entstehen sollte. Im Vertrag von 1312 werden erstmals Räte erwähnt, die die Stadt nach aussen vertreten haben müssen.
Sieben Jahre später wurden auch die Städte Lindau und Überlingen in den Bund aufgenommen. Im Verlauf der folgenden Jahrhunderte wurden die Bündnisse in wechselnden Zusammensetzungen erneuert, wobei das Interesse der St. Galler je länger je mehr der Bodenseeregion galt, so dass Verträge mit Städten im Bodenseeraum wichtiger wurden als diejenigen mit Zürich oder Schaffhausen.

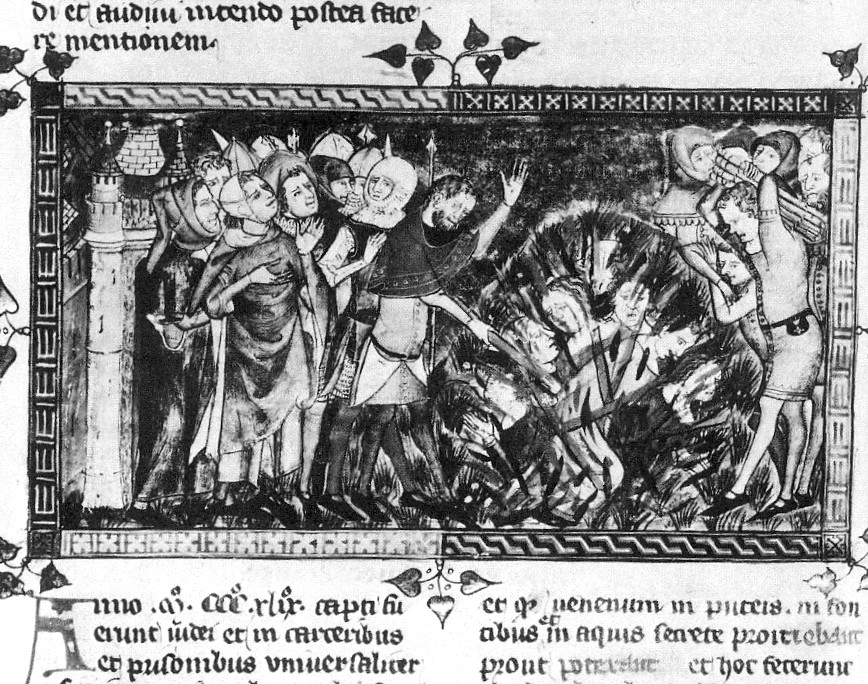
Judenverbrennungen, 1349

In der Mitte des 14. Jahrhunderts hatte die Stadt die dunkelsten Jahre ihrer Geschichte zu bewältigen. Im Jahr 1349 brach die Pest aus. In der Folge kam es zur einzigen historisch gesicherten Judenverfolgung in St. Gallen. «Fanatismus und Dummheit beschuldigte allerorten die Juden, die Brunnquellen vergiftet zu haben […]. St. Gallen folgte dem unmenschlichen Beispiel vieler andrer Städte, nahm die hier seit langer Zeit hinter der Laube wohnenden Juden gefangen; einige wurden fortgejagt, andere sogar lebendig verbrannt und ihre Güter zu Handen der Stadt eingezogen.» Zu späterer Zeit wurden die Juden zwar nicht mehr verfolgt, aber doch noch teilweise erheblich diskriminiert, etwa durch die Verweigerung von Niederlassungsbewilligungen und Ähnlichem. Eine jüdische Kultusgemeinde sollte sich erst um 1850 in der Stadt entwickeln.
Im Jahr 1353 besuchte König Karl IV. das Kloster St. Gallen. Um den als Sammler von Reliquien bekannten König zu seinen Gunsten zu stimmen und ihn alte Rechte über die Stadt bestätigen zu lassen, schenkte ihm Abt Hermann das Haupt des heiligen Otmar und Teile desjenigen von Gallus aus deren Gräbern. Die Reliquien wurden nach Prag gebracht und gingen später in den Wirren verschiedener Kriege verloren. Sie tauchten 2018 jedoch wieder auf und befinden sich heute im Prager Veitsdom.
Dieser Frevel und der Versuch, sich Rechte bestätigen zu lassen, die inzwischen längst an die Stadt gefallen waren – die Wahl des Rates, des Münzmeisters, des Brotschauers und die Handhabung von Mass und Gewicht – brachten die Stadt dazu, sich noch mehr zu verselbständigen. 1354 ist erstmals von einem Bürgermeister zu lesen. Etwa gleichzeitig trat die Zunftverfassung in Kraft, im Gegensatz etwa zu Zürich jedoch ohne bekannte Konflikte zwischen Geschlechtern. St. Gallen war eine Zunftstadt geworden.

### Zunftordnung und Recht
Mit der Einführung von Räten und der Zunftordnung in der Stadt begann auch die selbstständige Rechtsordnung innerhalb der Stadt. Mehrere Schriftbücher zeugen von Satzungen, die sich Stadt und Bürger gaben, um das Zusammenleben innerhalb der engen Mauern zu regeln. Dazu gehörten Kriminalartikel, wie sie für jedes Rechtswerk selbstverständlich sind, aber auch einige aus heutiger Sicht kurios erscheinende Vorschriften.
So war es verpönt, Luxus zur Schau zu stellen. Es war verboten, mehr als drei Geiger zu einer Hochzeit spielen zu lassen oder mehr als achtzehn Gäste zu laden. Auch war es nicht zulässig, sich im Wirtshaus die Schuld anschreiben zu lassen – unabhängig von der gesellschaftlichen Stellung.
Für jeden Handwerker bestand Zunftzwang, er musste sich also der Zunft seines Berufsstandes anschliessen, um überhaupt den Beruf ausüben zu können. Wer nicht Bürger der Stadt war, konnte auch nicht in der Stadt Arbeit annehmen; dies galt auch für die Gotteshausleute, also die Bürger der Fürstabtei, worüber sich der Abt beschwerte. Die Stadt erwiderte, es sei nicht üblich, fremde Leute in einer Stadt arbeiten zu lassen. Umgekehrt verdienten die Städter gutes Geld durch Handel mit dem Umland. In St. Gallen gab es sechs Zünfte, dazu die Gesellschaft zum Notenstein als Zunft der Edelleute und Kaufleute. Die Zünfte und ihre Abgesandten bildeten den Kleinen und den Grossen Rat der Stadt, bestimmten also die Politik. Die frühesten verlässlichen Urkunden zur Einteilung der Zünfte in der Stadt stammen von Joachim von Watt.
- Weberzunft: Weber, Bleicher, Blattmacher.
- Schmiedezunft: Goldschmiede, Maler, Steinmetze, Hufschmiede, Zimmerleute, Wagner, Schlosser, Küfer, Spengler, Glaser, Hafner, Dreher, Kessler, Zinngiesser, Tischmacher, Bader und Barbierer, Schleifer, Dachdecker, Ziegler.
- Schuhmacherzunft: Schuhmacher, Sattler, Gerber, Riemer.
- Schneiderzunft: Tuch- und Gewandleute, Färber, Manger, Kürschner, Krämer, Säckler (Beutelmacher), Hutmacher, Seiler, Tuchscherer, Kammmacher.
- Müllerzunft: Pfister (Bäcker), Mehlhändler, Kornkäufer, Wirte ohne nebenberuflichen Gewerbebetrieb.
- Metzgerzunft: Metzger.

## Hochmittelalter: offene Konflikte zwischen Stadt und Fürstabtei

### Niedergang des Klosters
Am Anfang des 12. Jahrhunderts geschah es, dass Waffenruhm zunehmend mehr galt als stiller Dienst in Kirche, Schule und Bibliothek. So tauschten auch in St. Gallen Mönche und Äbte Kutten gegen Ritterrüstungen und Rosenkränze gegen Schwerter und zogen aus, um (irdischen) Reichtum und Ruhm im Kampf zu suchen. Andere feierten prunkvolle Feste mit anderen Adligen, statt sich um die Regierungsgeschäfte und die Klosterordnung zu kümmern. Als im Jahr 1271 Abt Berchtold von Falkenstein starb, einer der Äbte, der sich besonders durch glanzvolle Feste einen Namen gemacht hatte, wurde in St. Gallen und Appenzell vor Freude getanzt.
Um 1400, zur Zeit der Appenzellerkriege, zerfiel das Kloster immer mehr. Zeitweise wohnten noch zwei Mönche im Kloster, der Abtstuhl blieb mehrere Jahre verwaist. Überhaupt hatten die Appenzellerkriege in der Stadt und der Abtei einigen Wirbel ausgelöst. Die Städte des Bodenseeraums begannen, Bündnisse gegen die unbeliebten Fürsten und Grafen einzugehen. Die vom König oder Kaiser eingesetzten Vasallen versuchten, ihre Machtbereiche durch Kriege, mit Brandschatzung und Überfällen zu erweitern und zu festigen. Dagegen setzten sich die Städte mit Bündnissen zur Sicherung des Landfriedens zur Wehr. Auch die Burger von St. Gallen gingen mit den Städten des Bodenseeraums und der Eidgenossenschaft wie Zürich, Schaffhausen und Konstanz Bündnisse ein. Die Adligen und der Fürstabt suchten nach Möglichkeiten, ihren Einfluss wieder auszudehnen.

### Appenzellerkriege
1401 spitzte sich die Situation unter der Regierung des Fürstabts Kuno von Stoffeln zu. Der Abt hatte die Zeichen der Zeit übersehen, die Schlacht am Morgarten, die Schlacht bei Sempach, die Schlacht bei Näfels – jedes Mal hatten Bauersleute über die Adligen gesiegt – doch Kuno betrachtete seine Bürger nach wie vor als Leibeigene. In jenem Jahr schickten die Bauern aus dem Appenzellerland einen Abgesandten zum Rat von St. Gallen, um der Stadt einen Bund vorzuschlagen. Er unterstellte dem Abt, ein Bündnis mit dem Adelsgeschlecht der Habsburger eingehen zu wollen. Der Rat entschied sich in einer geheimen Wahl, einen Volksbund mit Appenzell einzugehen. Verschiedene Orte aus der Umgebung schlossen sich dem Bund an, dessen Hauptort nun die Stadt war. Unter den Edelleuten und Kaufleuten der Stadt wurde, im Gegensatz zu den einfachen Bürgern, die Gründung des Bundes nicht gern gesehen, denn sie fürchteten um die Handelswege und die Kundschaft im Hoheitsgebiet des deutschen Reiches. Nachdem die Orte des Volksbundes mehrere Burgherren verjagt und eine Burg niedergebrannt hatten, rüstete der Herrenbund, also der Zusammenschluss der Fürsten des Bodenseeraums, unter ihnen auch der Abt, zum Krieg. Nun begannen die Bürger der Stadt, allen voran die Kaufleute, zurückhaltender zu werden, denn ein Krieg würde den aufblühenden Handel im Keim ersticken. Die Stadt kündete also den Volksbund auf, der bald darauf vollends zerfiel. Die alte Ordnung hatte wieder Einzug gehalten.
Die Appenzeller wollten sich jedoch nicht unterkriegen lassen und suchten und fanden Hilfe bei den Schwyzern. 1403 schlossen diese mit den Appenzellern ein Landrecht. Die Schwyzer erklärten sich bereit, den Freiheitskampf der Appenzeller gegen den Fürstabt anzuführen. Während es im Umland der Stadt zu einigen Scharmützeln und Brandschatzungen durch die Appenzeller kam, waren die Bürger der Stadt gespalten. Die einen hielten zum Abt, die anderen hätten am liebsten den Volksbund wieder errichtet. Die Bodenseestädte, die zum Abt hielten, wollten diese Wiedererrichtung verhindern und besetzten daher die Stadt und setzten die Regierung ab. Für die Übergriffe der Appenzeller sollte Vergeltung geübt werden, indem ein Heer des Abtes Herisau zerstörte. Am 15. Mai 1403 zog das äbtische Heer mit der Unterstützung aus dem Bodenseeraum und aus der Stadt über die Notkersegg nach Speicher, mit dem Ziel, Appenzell zu zerstören. Bei der Vögelinsegg war den äbtischen Truppen jedoch ein Hinterhalt gelegt worden, es kam zur Schlacht bei Vögelinsegg, bei der der Abt eine Niederlage einstecken musste. Der Krieg war jedoch noch nicht zu Ende und die Konfliktparteien lieferten sich einen monatelangen Kleinkrieg mit grossen Verlusten unter der Zivilbevölkerung des Appenzeller Vorderlandes und des Fürstentums.

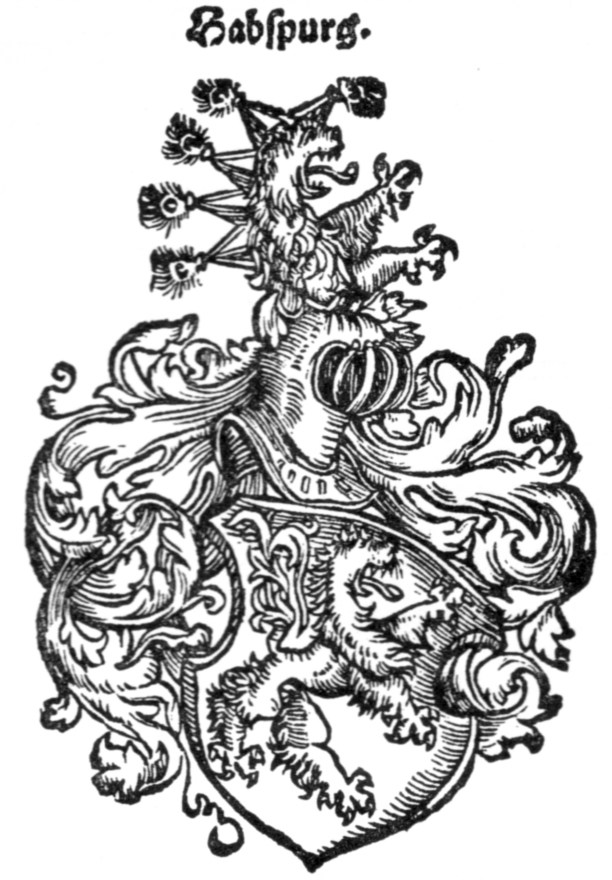
Das Wappen derer von Habsburg im 14. Jahrhundert

Ein Jahr später, im April 1404, setzten sich die Bürger der Stadt endlich mit den Appenzellern an einen Tisch – der Abt war ausgeschlossen worden. Die Konfliktparteien erinnerten sich ihres gemeinsamen Feindes, des Abtes Kuno von Stoffeln, der sich für Unterstützung gegen seine aufmüpfigen «Untertanen» erneut an die Habsburger wandte. Der gerade neu eingesetzte Herzog Friedrich IV. von Österreich wollte den Abt unterstützen, denn auch er sah in der Freiheitsbewegung eine Bedrohung der Interessen seines Geschlechtes. Er erhoffte sich, als Schirmherr des Klosters über dessen Besitztümer regieren zu können. Die St. Galler hatten Wind von der Geschichte bekommen und rüsteten nun ihrerseits zum Krieg, denn die Habsburger wollten sie noch weniger als Schirmherrn als den Abt. So veranlassten die Bürger den Ausbau der Befestigungsanlagen, den Bau von Letzinen und die Errichtung von Beobachtungsposten an allen wichtigen Zugängen zur Stadt. Der Herzog zog mit einem Teil seiner Armee über Arbon vor die Stadt, wurde jedoch von den Städtern durch Ausfallangriffe in die Flucht geschlagen und musste sich zurückziehen. Die Appenzeller hatten in der Zwischenzeit mit dem anderen Teil der Truppen des Herzogs am Stoss zu kämpfen. In der Schlacht am Stoss erfochten sie sich einen deutlichen Sieg, wonach der Herrschaftsanspruch der Österreicher auf das Appenzellerland und das Fürstenland für alle Zeit verwirkt sein sollte. Der Volksbund hatte diesmal gehalten und die Stadt ihre einstigen Verpflichtungen eingelöst. Die Bürger der Stadt zogen nun nach Feldkirch, das in den Besitz der Habsburger übergegangen war, und belagerten es, weil sie befürchteten, der Herzog könne Ausfallangriffe auf das Rheintal und die befreundeten Städte dort planen. Die Stadt ergab sich nach kurzer Zeit und sie wurde in den Städtebund «ob dem See» als gleichwertiger Bündnispartner aufgenommen. Mehrere Burgen im Einflussgebiet des Bundes wurden in den folgenden Jahren belagert, erobert und dann niedergebrannt.
Der Bund sollte jedoch nicht lange halten. Die Bundesleute hatten sich überschätzt und vor Bregenz eine empfindliche Niederlage erlitten, als sie versuchten, den Grafen Wilhelm von Montfort für seinen Bundesbruch zur Rechenschaft zu ziehen. König Ruprecht sprach ein Machtwort und erklärte den Bund für aufgelöst.
Kuno von Stoffeln starb am 19. Oktober 1411, nachdem er die Klosterwirtschaft nachhaltig geschädigt hatte, indem er aufgrund der nun ausbleibenden Abgaben der Appenzeller und der Städt diverse seiner Ländereien verpfändet oder verkauft hatte.

### Bundesschlüsse und Neugründung des Klosters

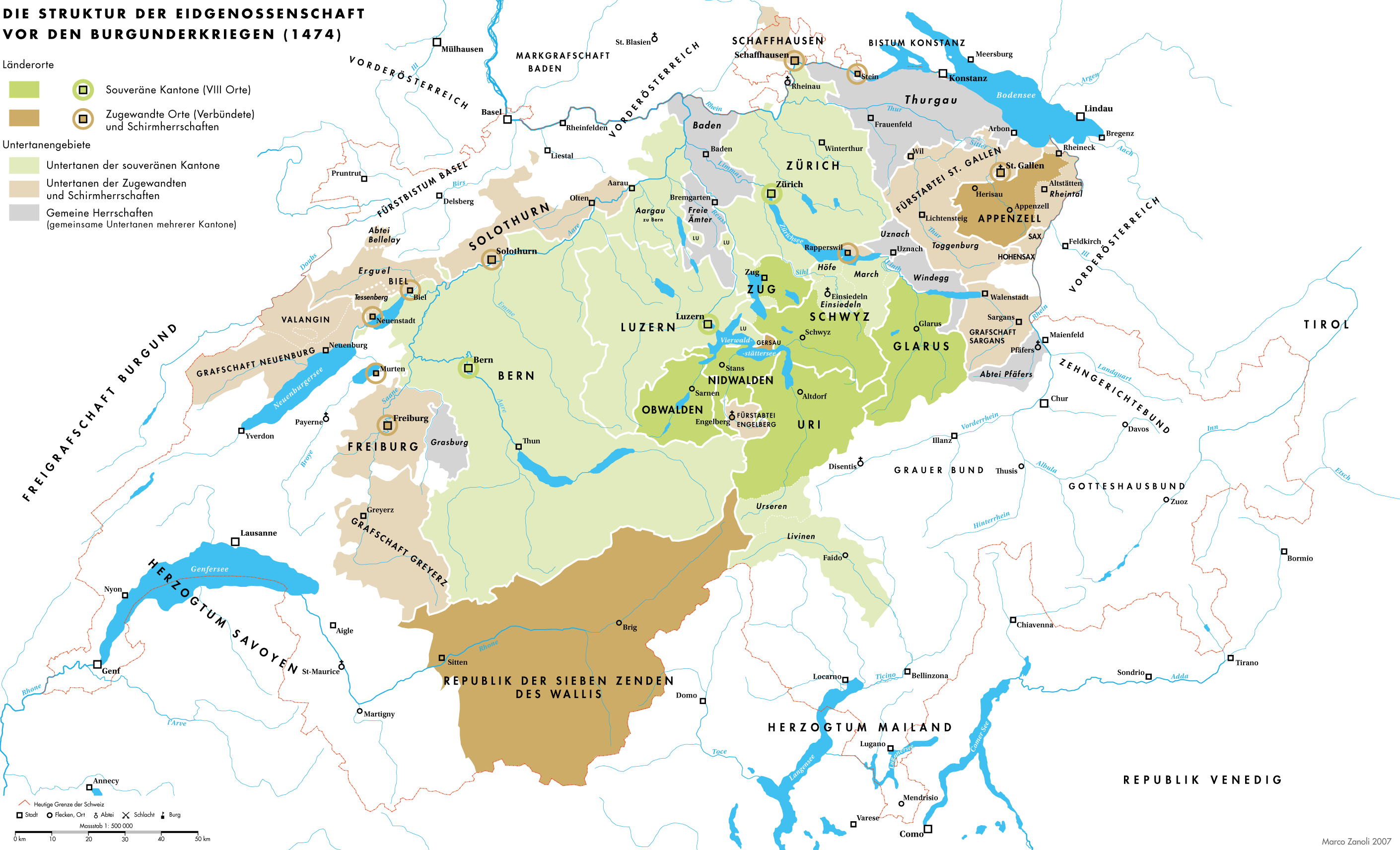
Die Alten Acht Orte der Eidgenossenschaft, ihre Verbündeten und die Untertanengebiete 1474

In den Appenzellerkriegen hatten Stadt und Abtei erfahren, welche Macht von der jungen Eidgenossenschaft ausging. So schlossen 1411 die Appenzeller und ein Jahr später die Stadt ein Bündnis mit sieben der acht Orte des alten Bundes (ohne Bern). Die Eidgenossen sahen in der Zuwendung der heutigen Ostschweiz eine gute Möglichkeit, sich gegen die Habsburger abzuschirmen. Auch der Abt war an einem Bündnis mit dem Bund interessiert. Dass der Fürstabt noch Reichsfürst war, spielte keine Rolle, denn weder König noch Herzöge boten dem Kloster einen realistischen Schutz an. So schlossen 1451 Zürich, Luzern, Schwyz und Glarus ein Schutzbündnis mit der Abtei. Der Abt versprach den Städten Unterstützung im Kriegsfall, diese ihm den Beistand, nötigenfalls auch gegen die eigene Stadt. Die Untertanen des Abtes weigerten sich zunächst, auf dieses Bündnis den Schwur zu leisten, denn dadurch würde besiegelt, dass sie sich nicht mehr wie die Appenzeller von der Abtei lossagen konnten. Der Abt musste ihnen einen grossen Abgabenerlass zusichern, um sie zum Schwur zu bewegen.
Die Stadt wünschte nun den ewigen Bund mit den Eidgenossen. Am 23. Juni 1454 ritten die Boten von Zürich, Bern, Luzern, Schwyz, Zug und Glarus in die Stadt ein, um den Bürgern den Bund verkünden zu lassen. Die Städter schworen: «Und also schwören wir, Burgermeister, Räte und Burger von St. Gallen zu Gott und den Heiligen für uns und unsere Nachkommen, das, was uns ist vorgelesen worden, getreu, wahr, fest und stets zu halten, so wahr uns Gott helfe.» Die St. Galler hofften, bald vollwertige Bürger der Eidgenossenschaft zu werden. Noch immer glaubte jedoch der Abt, von den Städtern ebenfalls den Treueid verlangen zu können. In den Zunftstuben wurde darüber jedoch gehöhnt, das solle nie geschehen. Nach endlosen Prozessen entschied der Rat der Stadt Bern, der als Richter angerufen worden war, die Stadt habe der Abtei die Summe von 7000 Gulden zu bezahlen, wofür der Abt aber auf alle Herrschaftsrechte über die Stadt endgültig verzichten müsse. Am 14. Mai 1457 konnten die Bürger die Summe aufbringen. St. Gallen wurde dadurch zur freien Reichsstadt. Was sich schon länger abgezeichnet hatte, war jetzt besiegelt: Die Stadt war zweigeteilt worden. Auf der einen Seite das Kloster, dem auch das ganze Umland vom Bodensee bis zum Toggenburg gehörte, auf der anderen Seite – innerhalb derselben Mauern – die Stadt und ihre Bürger, deren Fläche sich auf das heutige Zentrum beschränkte. Noch heute sagen die St. Galler «in die Stadt gehen», wenn sie meinen, die (Geschäfte der) Altstadt aufzusuchen.

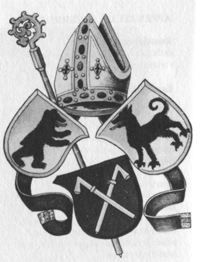
Wappen des Ulrich Rösch

1463 wurde Ulrich Rösch (1426–1491) als Abt eingesetzt. Durch sein tatkräftiges Handeln wurde das Kloster vor dem völligen Untergang bewahrt. Er wird deshalb auch als «zweiter Gründer» des Klosters St. Gallen bezeichnet. Sein Vorgänger Kaspar von Breitenlandenberg war kein Mann der Tat und liebte die Ruhe, so dass das Kloster noch tiefer in die Schulden geriet. Nur wenige Mönche sahen das Unheil voraus, das sich anbahnen würde, doch wer wollte dem Abt Vorwürfe machen? Als Rösch zunächst als Verwalter des Klosters eingesetzt wurde und den ganzen Umfang der Misswirtschaft erfassen konnte, machte er dem Abt schwere Vorwürfe, weshalb er ins Gefängnis geworfen wurde. Später bemerkten die Mönche des Klosters jedoch ihren Irrtum und schickten Rösch als Sprecher gegen den Abt zum Papst nach Rom. Der Papst war hellhörig geworden und gab Rösch weitgehende Rechte in der Klostergemeinschaft, weshalb Abt von Breitenlandenberg zurücktrat. Nun war der Weg frei, um Ulrich Rösch, der Bäckerssohn war, als ersten Bürgerlichen ins Amt des Abtes wählen zu können. Röschs Verdienste um das Kloster sind vielfältig: Er straffte die Klosterdisziplin, verbesserte die Klosterschule, ordnete Verwaltung und Gerichtswesen neu, er erwarb das Toggenburg, womit sich das Gebiet der Fürstabtei beinahe verdoppelte. Durch seinen Wiederaufbau des Klosters verhinderte er langfristig, dass die Stadt sich das Klostergebiet als Untertanengebiet einverleibte und wie Zürich, Schaffhausen, Basel oder Bern zu einem Stadtstaat aufsteigen konnte. Nicht nur das Fürstentum, sondern auch die Stadt versuchte, ihren Einfluss durch Ländereien zu vermehren, so beispielsweise im Kanton Thurgau (→ Gerichtsherrenstand im Thurgau).
Mit dem Abschluss des ewigen Bündnisses mit der Eidgenossenschaft war auch die Verpflichtung verbunden, einem Aufgebot von den Eidgenössischen Orten Folge zu leisten. Im Frühjahr 1476 erreichte die Stadt so ein Aufruf aus Bern, da der Burgunderherzog Karl der Kühne mit grossem Heer den Jura überschreite, um ins Waadtland einzufallen. Unter Hauptmann Ulrich Varnbüler rückten 131 St. Galler aus, um den Bernern bei Grandson beizustehen. Die Schlacht bei Grandson endete für die Eidgenossen siegreich, jedoch war ihr Fähnrich zu beklagen. Aus der Burgunderbeute sind noch heute verschiedene Fahnen der Besiegten im Museum zu bestaunen, auch erbeutete Geschütze wurden unter grossem Jubel in die Stadt eingefahren.
Kurz nach der Ankunft der siegreichen Soldaten kam jedoch schon der nächste Hilferuf aus Bern: Der Herzog hatte Murten belagert. Wieder schickte die Stadt ihre wehrfähigen Männer aus, die in einem Gewaltmarsch bei schlechtem Wetter am vierten Tag vor Murten eintrafen, als die Kampfhandlungen allerdings schon vorbei und die Schlacht zugunsten der Verteidiger entschieden war. Mit der Schlacht vor Nancy, von der nicht bekannt ist, ob St. Gallen abermals Waffendienst leistete, endeten die Burgunderkriege; Karl der Kühne verlor in der Schlacht am 5. Januar 1477 sein Leben.

### St. Gallerkrieg
Der Gegenspieler von Abt Ulrich Rösch war der Bürgermeister Ulrich Varnbüler, der aus einer einflussreichen St. Galler Familie stammte und ein Held der Burgunderkriege war. Dieser beabsichtigte nichts geringeres als die Herrschaft über die Ländereien des Fürstabtes für die Stadt zu gewinnen. Heimlich bereitete er einen Staatsstreich gegen den Abt vor, wohl wissend, dass auch die Abtei ein Schutzbündnis mit der Eidgenossenschaft geschlossen hatte. Er hoffte, diese würde die Unterjochung der Abtei einfach übersehen und als neue Tatsache hinnehmen. Schroff lehnt er zunächst die Bitte des Abtes ab, sich ein eigenes Tor in der südlichen Stadtmauer bauen zu dürfen. Dieser beschwerte sich über die Liederlichkeit der Städter, darüber, dass das Volk mit Waffen und Harnisch das Kloster betrete, Bettler an jeder Ecke lungerten und Freudenmädchen die Klosterbrüder vom richtigen Weg abzubringen versuchten. Daraufhin begann der Abt im Jahr 1487 ein neues Kloster auf Mariaberg bei Rorschach zu bauen, mit der Absicht, mit dem ganzen Geleit und dem Klosterschatz dorthin umzuziehen. Das gefiel jedoch besonders den Gewerblern überhaupt nicht, denn die ausbleibenden Pilger hätten der Wirtschaft der Stadt schwer geschadet. Trotz Bitten wollte der Abt nicht von seinem Vorhaben ablassen. Auch er hatte einflussreiche Freunde bei den Eidgenossen, die ihm im Streitfall beistehen konnten. Doch die St. Galler wollten den Gerichtsentscheid nicht abwarten, scharten einige Appenzeller um sich und zerstörten und plünderten die Baustelle vollständig.
Als kluger Politiker rief der Abt die Eidgenossen als Schirmherren des Klosters zur Schlichtung an, statt eigene Truppen gegen die Stadt aufzubieten. Die Städter wurden des Bruches des Landfriedens beschuldigt, der nach dem Stanser Verkommnis beschlossen worden war. Die Eidgenossen folgten dem Ruf des Abtes und zogen mit 8000 Mann im St. Gallerkrieg gegen die Stadt. 400 Städter stellten sich ihnen entgegen. Bevor es zur Schlacht kam, zogen sie sich jedoch in die Stadt zurück, denn die Verstärkung aus Appenzell war ob der Übermacht des Gegners gar nicht erst erschienen. Als die Städter bemerkten, dass sie sehr unüberlegt und vorschnell gehandelt hatten, wollten sie Varnbüler zur Rechenschaft ziehen, doch dieser hatte sich abgesetzt. Heinrich Zili organisierte nun die Verteidigung der Stadt, die von den Eidgenossen nun belagert wurde. Am 15. Februar 1490, nach langwierigen Scharmützeln, dem St. Gallerkrieg, wurde ein Friedensvertrag geschlossen. Der Stadt wurden jedoch harte Bedingungen auferlegt: Varnbüler wurde verbannt und der Abt erhielt das allgemeine Baurecht. Einige Eidgenossen wollten die Stadt gar zur gemeinen Vogtei des Bundes machen. Nur auf Fürsprache der Zürcher blieb St. Gallen eine freie Reichsstadt, ihre Grenzen und Rechte wurden jedoch erneut in engen Grenzen festgelegt. Abt Ulrich Rösch starb 1491 in Wil. Der Streit zwischen dem ehemaligen Bürgermeister Varnbüler und der Eidgenossenschaft war einer der Auslöser des Schwabenkrieges.

## Reformation

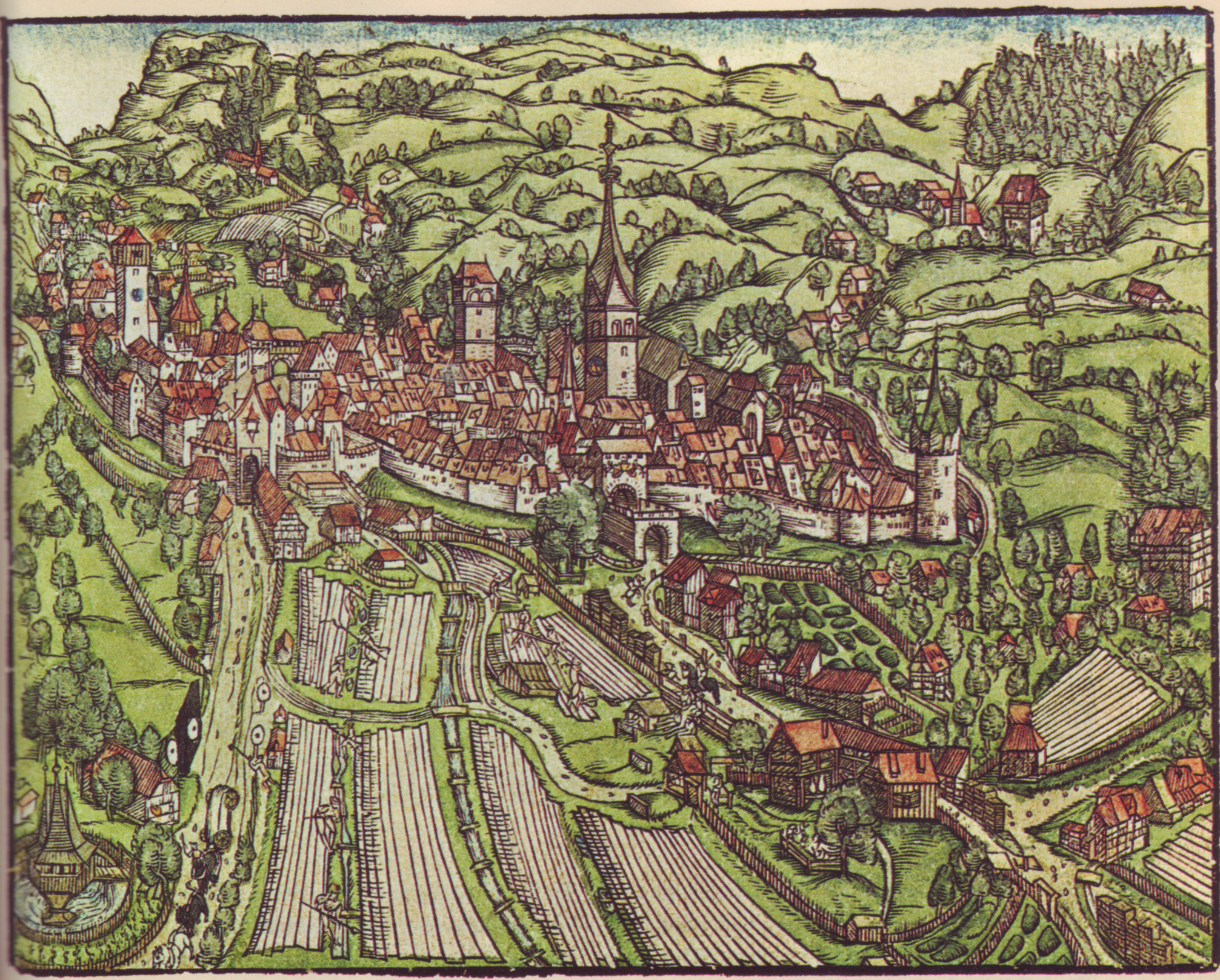
Darstellung der Stadt St. Gallen in der Chronik von Johannes Stumpf, 1548. Im Vordergrund die ausgedehnten Bleichen der Stadt

Ab 1526 führte der damalige Bürgermeister und Humanist Joachim von Watt (Vadian) die Reformation in St. Gallen ein. Die Stadt gehörte 1529 zu den Vertretern der protestantischen Minderheit (Protestation) am Reichstag zu Speyer, die die ungehinderte Ausbreitung des neuen Glaubens verlangte. Die Kirche St. Laurenzen wurde nun zur reformierten Stadtkirche, nachdem sie im Jahr zuvor von Abt Heinrich III. von Gundelfingen faktisch der Stadt geschenkt worden war.
Vadian und der Stadtrat beauftragten eine vierköpfige Expertenkommission, die Vorschläge zur Liturgie und anderer Gestaltungsformen innerhalb des Gottesdienstes einschliesslich des Gemeindegesangs darlegen sollten. Der ehemalige Schulmeister und neue Stadtpfarrer von St. Laurenzen, Dominik Zili (vor 1500–1542), erarbeitete mit insgesamt 28 Liedern erstmals in der Eidgenossenschaft das deutschsprachige, evangelische Liederbuch Zu Lob und Dank Gottes für die Gemeinde. St. Gallen sendete jeweils eine Abordnung zu den Disputationen 1526 in Baden und 1528 in Bern, an denen Zili teilnahm. Durch ihn formte sich ein strenges, gottesfürchtiges Gemeindeleben und Weltverständnis: Er führte das tägliche 5-Uhr-Morgengebet ein, er wehrte sich gegen die Überführung der Gebeine Otmars nach St. Gallen, er rief zur Einigkeit gegen die Türkengefahr auf und er kritisierte fragwürdige Verurteilungen in seinen Predigten. Wichtige Unterstützung fand er beispielsweise in der Person Johannes Kesslers.: S. 216

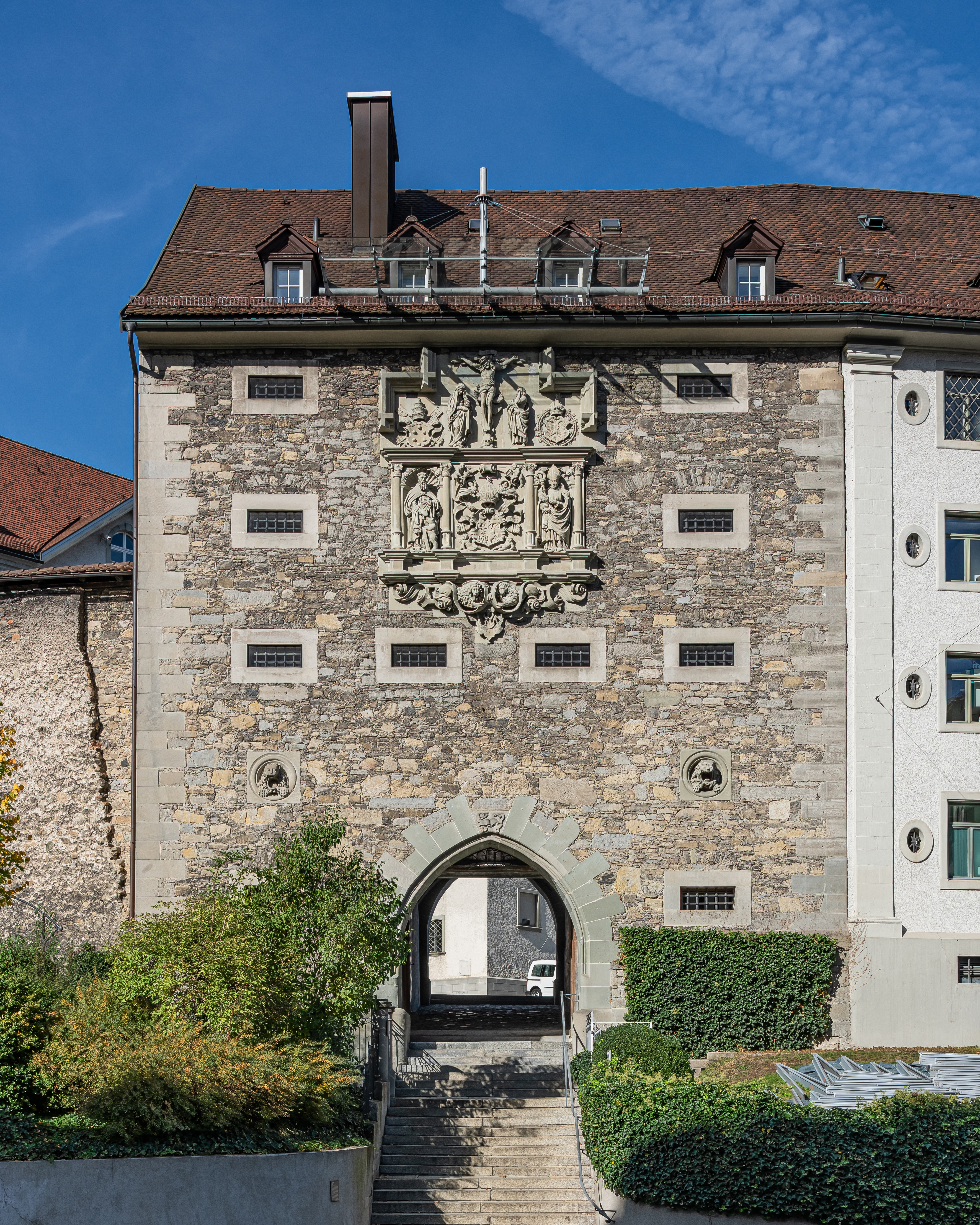
Karlstor (Abtstor) heute

Durch den Übertritt der Stadtbürger zum reformierten Glauben wurden die Gegensätze zwischen Abt und Stadt erneut verschärft. Noch immer wohnten sie jedoch innerhalb derselben Stadtmauern und betraten und verliessen die Stadt durch dieselben Tore. Der Differenzen waren gar viele: Die Städter beklagten sich darüber, dass die Gaststube, die die Abtei unweit der Stadtkirche eröffnet hatte, zu laut war, der Abt über anhaltende Diebstähle in seinem Garten. Die Stadtwachen patrouillierten auch durch das Klosterviertel, denn seine Türme boten einen guten Ausblick. Erst 1566 konnte man sich auf eine geeignete Lösung einigen: Der Abt bekam sein eigenes Stadttor in der Südmauer, das «Abtstor» (später Karlstor, nach Kardinal Karl Borromäus, Erzbischof von Mailand, der als erster Adliger das Tor durchschritten haben soll). Zwischen Abtei und Stadt wurde eine Schiedmauer gebaut, die fortan den katholischen vom reformierten Teil der Stadt trennte. Der als Zeichen des Friedens errichtete Durchgang in dieser Mauer zwischen Abtei und Stadt war mit zwei Türen gesichert. Der eine Schlüssel gehörte dem Abt, der andere dem Bürgermeister. Die Mauer hatte allerdings nicht den Hauptzweck, sich vom Kloster abzuschotten, sondern diente der militärischen Sicherheit der Stadt, da jetzt der Abt und die Gotteshausleute für die Bewachung des südlichen Stadtabschnittes verantwortlich waren. Sein neues Tor durfte der Abt denn auch erst öffnen lassen, nachdem die Scheidemauer fertiggestellt worden war.
Nach dem Tod Vadians blühte die Stadt wirtschaftlich weiter auf und es kam zu vielen Neu- und Ausbauten an Gebäuden der Stadt. So wurde ein neues Rathaus gebaut und Stadttore erneuert. Auch auf private Initiative hin wurden auffällige Bauten erstellt, die teilweise heute noch zu sehen sind. Mit offensichtlicher Pracht wird allerdings sehr sparsam umgegangen, «um die Regel nicht zu überschreiten». Einziges Schmuckstück bildeten die Erker an den Bürgerhäusern, von denen viele noch heute vorhanden sind.

## Frühe Neuzeit

### Stadtplan von 1642
Siehe auch: Liste der Stadttore der Stadt St. Gallen
Das Bild zeigt die Gallusstadt um 1642, wie sie sich nach der Reformation präsentiert hat. Mit Buchstaben sind wichtige Gebäude bezeichnet. Norden ist auf der Karte rechts.
- A (links bei den Bäumen) Das fürstl. Chloster – Klosterbezirk
- B (darüber, die grosse Kirche) Das Münster – Die Otmarsbasilika, darunter die Galluskirche. Die heutige Stiftskirche St. Gallen befindet sich über den Grundrissen beider Kirchen. Deren Unterbau, die Otmarskrypta und die Galluskrypta, bestehen noch.
- C (Links der Bildmitte, mit grossem Turm) S. Laurenzen – Die reformierte St. Laurenzen-Kirche, später umgebaut und erweitert.
- D (Bildmitte, rechts von St. Laurenzen) Der Spital – die Häuser sind noch da, der Spital ist längst ausgezogen.
- E (Bildmitte) Das Rathause – Altes Rathaus, 1877 abgerissen, heute steht dort ein Denkmal von Vadian. Der Dachreiter mit der Rathausglocke befindet sich heute auf dem Waaghaus, ein Ratszimmer wurde ins Museum verlegt.
- F (rechts darüber) Das Kornhause – existiert nicht mehr. Dort befindet sich heute der Marktplatz.
- G (darunter) Die Metzig – existiert nicht mehr.
- H (rechts aussen) S. Mangen – reformierte Kirche St. Mangen, später erweitert und renoviert, bestehend.
- I (links davon) S. Catherina – Kloster St. Katharinen, heute reformierte Kirche, von 1228 bis zur Reformation Dominikanerinnenkloster, danach ab 1599 Standort des städtischen Gymnasiums mit starker Förderung der lateinischen Sprache und noch später auch Standort der ersten städtischen Bibliothek, deren Grundstein Vadian gelegt hatte.
- K (Mitte unten) Die Wage – Waaghaus, bestehend. Heute Versammlungsraum des Stadtparlaments.
- L (daneben) Das Brüelthor – Wie fast alle Tore der Stadt während der Industrialisierung geschleift. Die Namen der Tore sind jedoch als Platz- oder Strassennamen erhalten geblieben.
- M (rechts unten) Blatzthor – Platztor
- N (oben Mitte) Schibenerthor – Schibenertor
- O (rechts davon) Muolterthor – Multertor
- P (ganz links oben) Der Grünthurm – Grünturm, existiert nicht mehr
- Q (links Mitte) Müllerthor – Müllertor, existiert nicht mehr, führte zur Mühlenenschlucht
- R (unten Mitte) Spiserthor – Spisertor
- S (rechts unterhalb der Bildmitte) Zeughause – Zeughaus, existiert nicht mehr. Zuerst ersetzt durch das Theater, später durch ein Geschäftshaus
- T (links unten) Das Aptsthor – Das Abtstor, heute Karlstor, ist das einzige noch existierende Tor der Stadt. Zwischen ehemaligem Müller- und Karlstor ist auch die Stadtmauer noch vollständig vorhanden. Heute befindet sich am Karlstor das Untersuchungsgefängnis der Kantonspolizei.
- V (rechts neben dem Kloster, an der Mauer) Schulhause – Schulhaus der Stadt. Noch heute steht dort ein Gewerbeschulhaus, das ist allerdings neueren Datums.

Deutlich ist auch die Scheidemauer zwischen Abtei und Stadt zu sehen. Teile davon existieren noch. Wo früher die Stadtmauer und der Wassergraben waren, verlaufen heute breite Strassen, die Oberer Graben und Unterer Graben heissen.

### Sittenmandat
Die Folgen der Reformation zeigten aus heutiger Sicht teilweise seltsame Blüten. 1611, als die Teuerung zunahm und die Pest wieder in der Stadt wütete, besann man sich auf von alters her bekannte Sittenbestimmungen und arbeitete sie neu aus. Um den Herrgott gnädig zu stimmen, fielen sie noch strenger aus als bisher. Für Jugendliche galt ein praktisch vollständiges Einkehrverbot. Selbst Erwachsene mussten einen Grund (zum Beispiel eine Geschäftsreise eines Kunden) angeben, um vormittags in einer Wirtschaft alkoholische Getränke bestellen zu dürfen. Wirts- und Zunfthäuser hatten spätestens um acht Uhr abends zu schliessen, selbst Hochzeitsfeiern durften nicht länger dauern.
Dazu gab es auch ausschweifende Anweisungen über Kleidervorschriften für die verschiedenen Stände der Bürger. Als Besonderheit dieses Sittenmandats von 1611 muss gelten, dass es nicht nur, wie bisher, vorgelesen wurde, sondern gedruckt und allen Bürgern in Buchform ausgehändigt wurde.
In der Geschichtsschreibung umstritten ist die Frage, ob die 1798 (Beginn der Helvetik) aufgelöste Stadtrepublik nun eine Demokratie oder eine Aristokratie bildete. Gewiss ist, dass in der Stadt eine Oberschicht bestand, die vorwiegend im Handel tätig war. Im Gegensatz zu anderen Städten war der Reichtum jedoch keine Voraussetzung, ein politisches Amt ausüben zu können. Es ist auch nicht nachgewiesen, dass diese Personengruppen bei der Wahl in die Räte bevorzugt worden wären, hingegen war es sehr selten, dass Nichtmitglieder einer Zunft in ein Amt gewählt wurden. Auch die Gerichte amteten unabhängig von Rang und Namen, so dass selbst hochangesehene Bürger zuweilen eine Strafe bezahlen mussten, und sei es nur, weil sie ihren Reichtum auf die eine oder andere Weise zur Schau gestellt hatten.
Die Kirche St. Laurenzen diente als Versammlungsort für die Bürgergemeinde, die sich dort üblicherweise dreimal im Jahr zusammenfand, zur Wahl der Räte, zur Entgegennahme neuer Vorschriften und zur Ablage des Bürgereides. Noch heute ist die Stadtkirche der Versammlungsort der Ortsbürgergemeinde von St. Gallen.

## Dreissigjähriger Krieg und Folgen
Seit dem Prager Fenstersturz von 1618 wütete in Europa der Dreissigjährige Krieg. Obwohl in der Zeit Stadt und Kloster mehr als einmal ob alter und neuer Streitfragen in Konflikt standen, besonders auch, wenn es darum ging, der einen oder anderen Kriegspartei den Durchmarsch durch die Stadt zu bewilligen, besann man sich doch darauf, dass ein friedliches, geregeltes Nebeneinander in dieser schweren Zeit der Stadt und dem Kloster von Vorteil sein würde. Mehr als einmal besetzten die Truppen von Stadt und Fürstabt gemeinsam die Aussengrenzen an der Ostflanke der Eidgenossenschaft, um dem anrückenden Gegner – gleich welcher Gesinnung – den Weg zu versperren. Dadurch wurde auch das gegenseitige Misstrauen nachhaltig gemindert.
Aus den Ereignissen während des Krieges berichten Kurzberichte von Kaspar Wild:

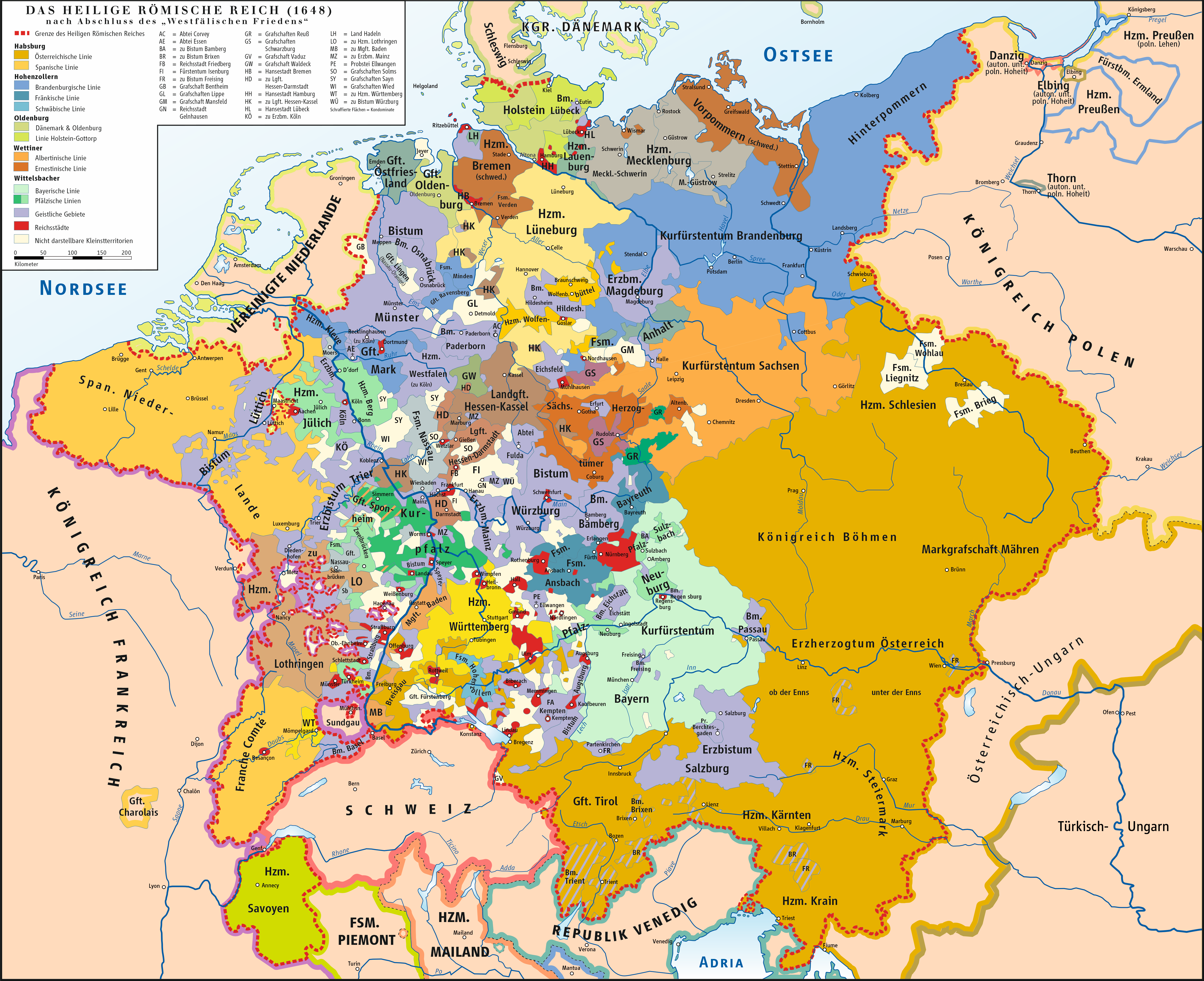
Die Machtverhältnisse in Europa nach 1648, die Grenzen der Eidgenossenschaft entsprechen erstmals annähernd dem heutigen Stand

- 1620 Nachdem im Veltlin spanische Truppen Protestanten umgebracht hatten, flohen etwa 150 Überlebende in die Gallusstadt und fanden hier Aufnahme für fünf Jahre. Dadurch wurde die Skepsis der Bürger gegenüber fremden Truppendurchmärschen gestärkt. Gleichzeitig wurden die Truppen der Stadt aufgestockt und zusätzliche Männer gemustert.
- 1623 Die Stadt verstärkte ihre Verteidigungsanlagen erneut. Ein Bürger, der sich durch ein Loch in der Stadtmauer widerrechtlich ein zusätzliches Fenster gebrochen hatte, wurde mit einer Busse belegt und eingesperrt.
- 1628 Die Teuerung machte es nun notwendig, dass die Obrigkeit Korn und Brot an Bedürftige abgeben liess.
- 1629 Zur Not der Nahrungsmittelknappheit suchte nun auch noch die Pest neuerlich die Stadt heim. Innert eines Jahres erlagen ihr 1420 Personen, zwischen einem Fünftel und einem Viertel der Stadtbevölkerung.
- 1635 Im Frühling zogen mehrere Abteilungen des französischen Heeres durch die Stadt. Ihnen wurde bereitwillig Unterkunft geboten.
- 1635 Im Sommer wurde die Stadt wieder schwer von Seuchen heimgesucht. Neben der Grippe (?) und der Ruhr wütete erneut die Pest. Wieder kamen mehr als tausend Personen um. Bereits im Januar des folgenden Jahres wird dann von der Vermählung von 40 Paaren berichtet – die Zunahme der Taufen liess auch nicht allzu lange auf sich warten.
- 1639 In der Stadt fand erstmals ein Buss- und Bettag statt, zu dem die Bürger in der Kirche und zur Predigt zu erscheinen hatten.
- 1640 Um in Rüstungsangelegenheiten mit dem Gegner mithalten zu können, wurden aus dem Besitz der Stadt mehrere alte Harnische und Helme verkauft. Mit dem Erlös kaufte man sich neue, wobei diese jedoch nur unbemittelten Bürgern frei zur Verfügung standen. Vermögende Bürger hatten für ihre Ausrüstung selber aufzukommen.
- 1646 Nachdem schwedische Truppen unter General Gustav Wrangel Bregenz erobert hatten, besetzten Truppen aus Stadt und Fürstabtei den Rheinübergang. Zur offenen Schlacht kam es jedoch nicht. Die Offiziere der schwedischen Armee besuchten in Frieden den Gottesdienst in der Gallusstadt und gaben ihre Kriegsbeute für allerlei Güter aus.

Mit dem Westfälischen Frieden von 1648 endete der Dreissigjährige Krieg, und die Eidgenossenschaft und mit ihr auch beide St. Gallen erhielten die formelle und endgültige Unabhängigkeit vom deutschen Reich. Der Friedensvertrag wurde oft als Grundlage der «ewigen Neutralität» der Eidgenossenschaft angesehen, die durch die eidgenössischen Truppen und ihre Verbündeten bereits während des ganzen Krieges so weit wie möglich gelebt wurde, wenngleich eine solche Formulierung in den Urkunden nicht erkennbar ist.

## Stadtrepublik zwischen Dreissigjährigem Krieg und Französischer Revolution
1656, wenige Jahre nach dem Dreissigjährigen Krieg, war zwischen Zürich und den Inneren Orten der Erste Villmergerkrieg ausgebrochen, der erste offensichtliche Religionskrieg innerhalb der Eidgenossenschaft. Weil sowohl Stadt als auch Fürstabt militärisch zu schwach waren, um gegeneinander anzutreten, verhielten sie sich weitgehend neutral und widmeten sich fortan der Vermittlung in Religionsstreitigkeiten zwischen den Orten. Als Folge davon wurde der Stadt seit 1667 der ständige Beisitz in der Tagsatzung der Eidgenossenschaft gewährt, bezeichnenderweise aufgrund der hervorragenden Vermittlungsarbeit eines Gotteshausmannes.
Seit dem Dreissigjährigen Krieg war in Frankreich der „Sonnenkönig“ Ludwig XIV. an der Macht. Auf der einen Seite versuchte man die Soldallianz mit Frankreich aufrechtzuerhalten und schickte eine Delegation nach Paris, um in der Kathedrale Notre-Dame den Eid gegenüber dem jungen König abzulegen, auf der anderen Seite sah man sich spätestens nach 1685 einem ganz neuen Problem gegenüber: Flüchtlingselend. St. Gallen war im 16. und 17. Jahrhundert sowohl von grosser Kriegsnot als auch von Feuersbrünsten verschont geblieben. Die Bürger hatten sich daher mehrfach an kleineren und grösseren Spenden für andere Städte und am Bau von Gotteshäusern beteiligt, vorwiegend aber nie ausschliesslich solche von Glaubensgenossen.

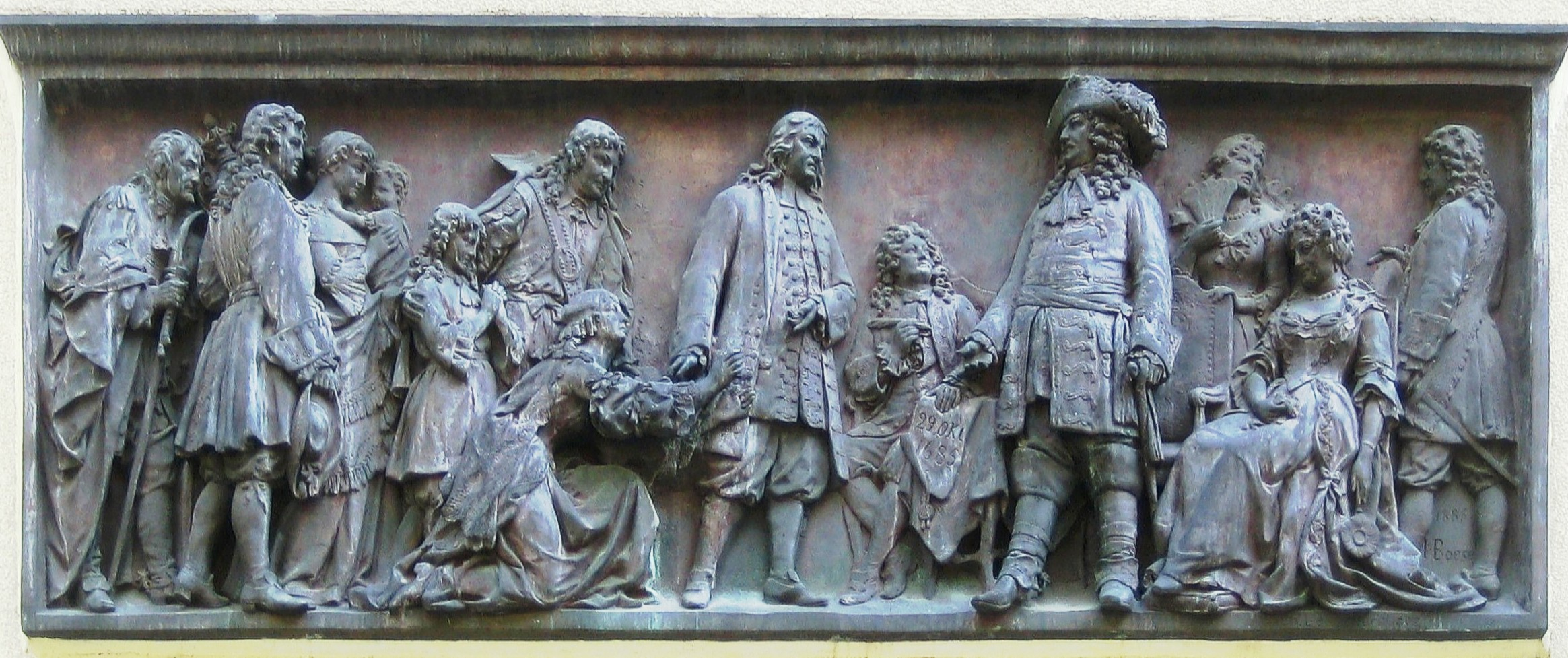
Hugenotten aus Frankreich finden Aufnahme (in Deutschland)

Ludwig XIV. liess die Protestanten in Frankreich landesweit verfolgen, zwangskonvertieren oder umbringen. Viele von ihnen flohen in den Osten, darunter auch ins Gebiet der Eidgenossenschaft. In der Stadt St. Gallen wurden mindestens 150 Flüchtlinge vorläufig aufgenommen, zunächst in der Hoffnung, sie würden bald in ihre Heimat zurückkehren können, was sich allerdings bald als Irrtum herausstellte. Anfänglich dagegen, erlaubte der Rat später sogar das Feiern von Gottesdiensten in französischer Sprache. Die damals entstandene Vereinigung innerhalb der evangelisch-reformierten Kirchgemeinde der Stadt, der sie unterstellt war, ist bis heute für alle frankophonen Gläubigen im Kanton zuständig.

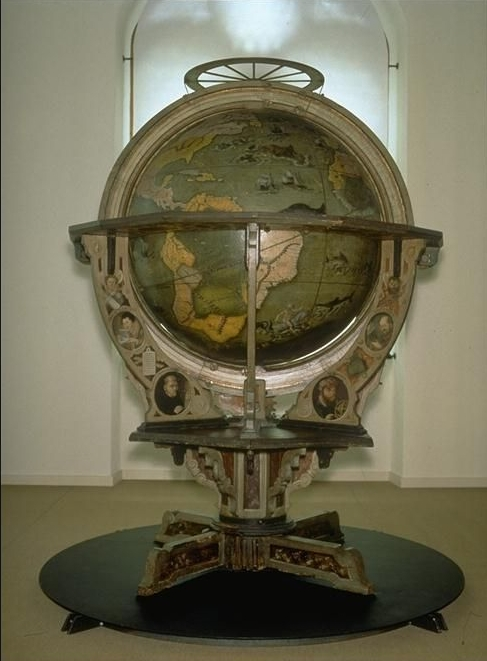
Der St. Galler Globus im Schweizerischen Landesmuseum in Zürich

Zwischen Stadt und Abtei kam es 1697 wieder einmal zu einem Konflikt, der nur knapp am Blutvergiessen vorbeischlitterte. Die beiden Kontrahenten entzweiten sich ob der Regelung, die es dem Abt und seinen Leuten nicht erlaubte, mit aufrechten Kreuzen und Fahnen durch die Stadt zum Kloster zu schreiten. Die Stadt bot Truppen auf und liess an den Toren Geschütze in Stellung bringen, der Abt tat dasselbe und belagerte die Stadt. Durch Vermittlung der Eidgenössischen Orte konnte ein Blutvergiessen jedoch rechtzeitig verhindert werden und der Konflikt wurde auf diplomatischem Weg beigelegt.

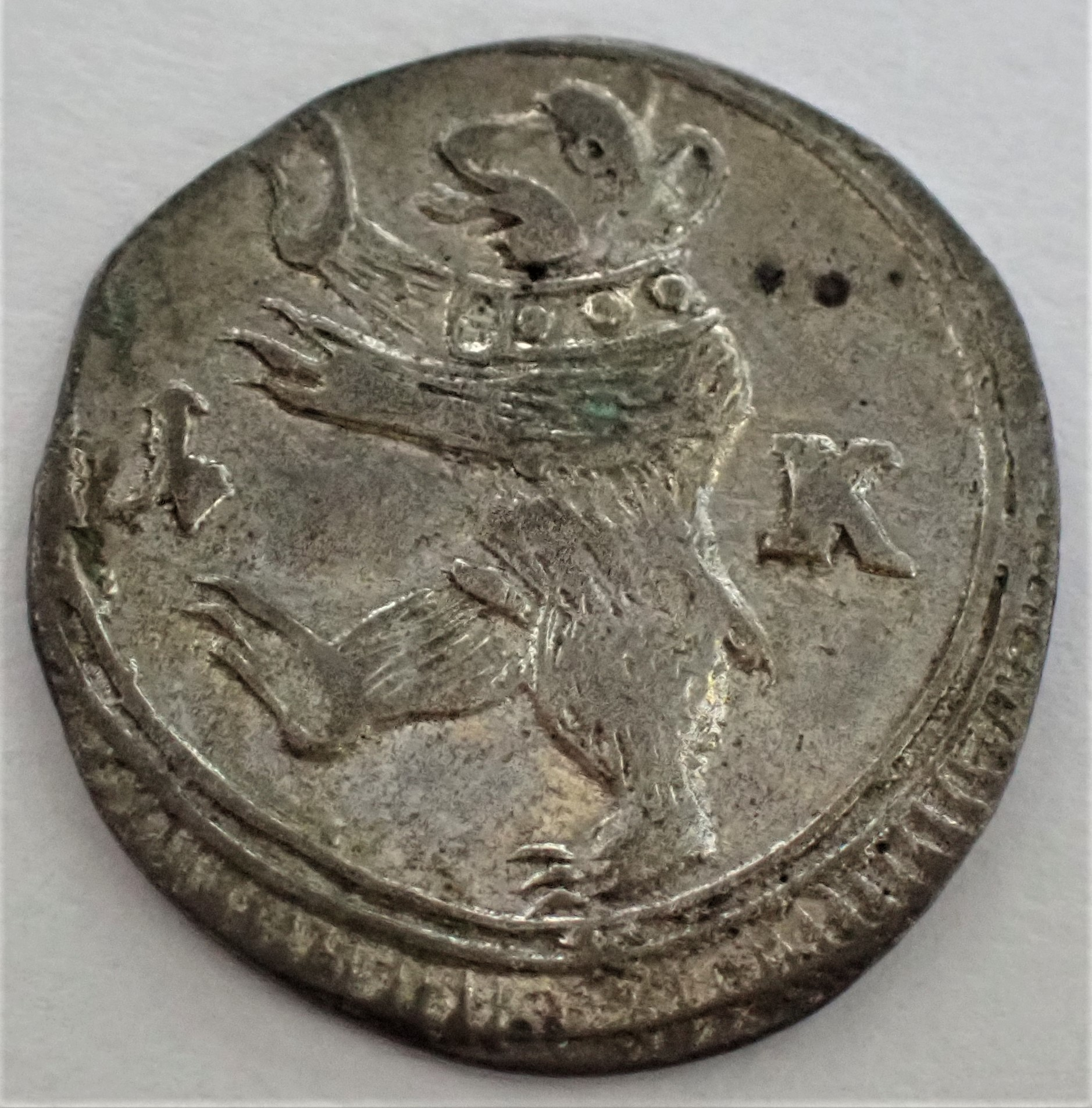
Kreuzer aus der Stadt St. Gallen um 1715, Bär

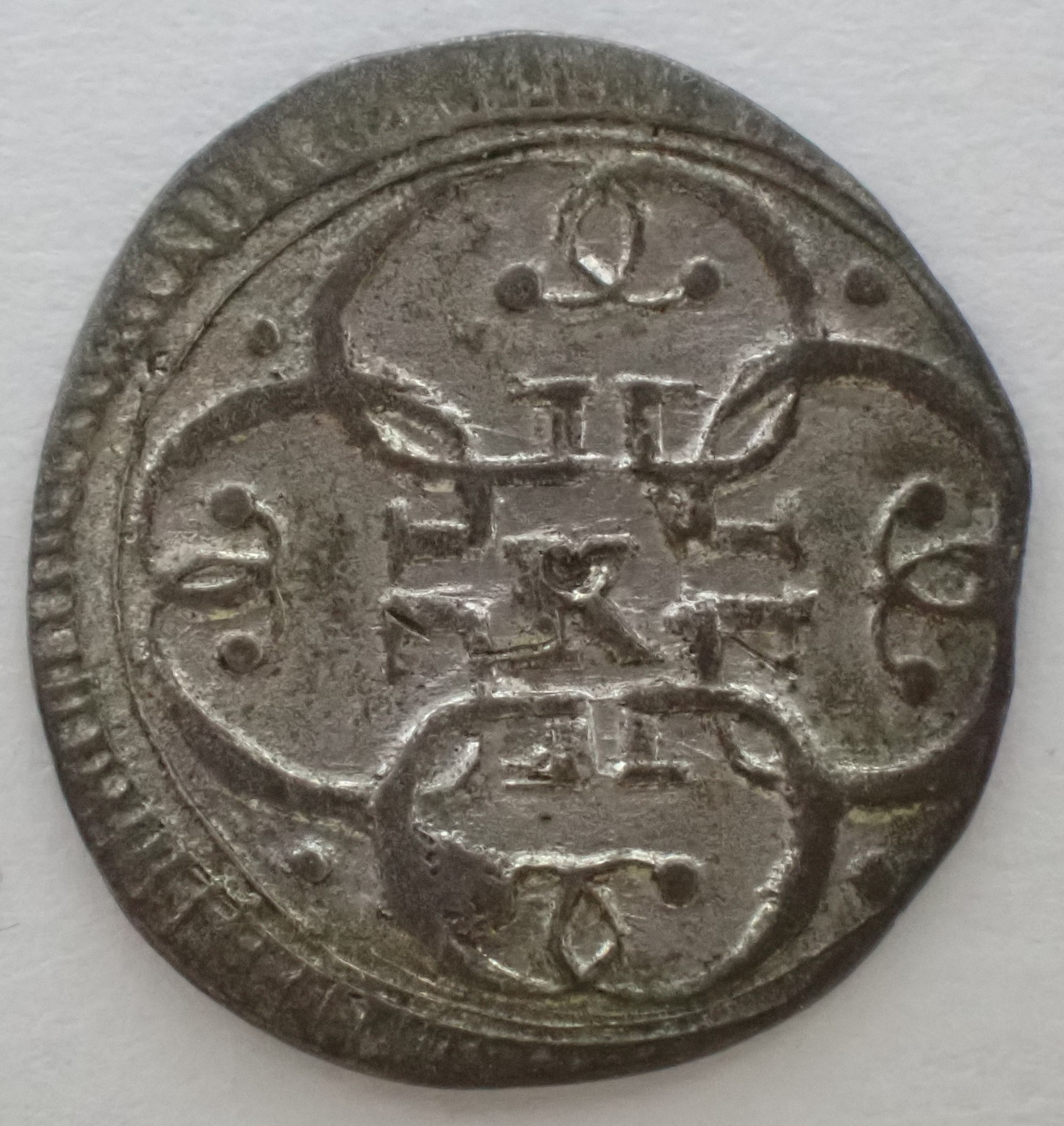
Kreuzer aus der Stadt St. Gallen um 1715, Revers

Weniger glimpflich ging vor allem für den Abt der Zweite Villmergerkrieg aus, der 1712 im Toggenburg ausgebrochen war, nachdem der Fürstabt seinen Untertanen althergebrachte Rechte auf Selbstbestimmung verweigerte. Die Zürcher und Berner Truppen rückten gegen die Stadt an und besetzten das Kloster und plünderten seine Schätze. Viele der Schätze, die damals geraubt wurden, haben niemals den Weg zurück nach St. Gallen gefunden. Unter anderem über dem St. Galler Globus entbrannte der Kulturgüterstreit Ende des 20. Jahrhunderts noch einmal. Erst 2006 wurde der Streit zwischen St. Gallen und Zürich durch Vermittlung des Bundesrates beigelegt.
Aufgrund der vermehrten Kriegshandlung in und um die Stadt unternahm diese nun Anstrengungen, ihr Wehrwesen zu verbessern. Giovanni Pazzaglia, ein italienischer Geschichtsschreiber, schrieb bewundernde Worte über das Milizsystem, die man erstaunlicherweise auch in einem Buch über die Schweizer Armee des 20. Jahrhunderts lesen könnte: Dass die Stadt «wohl aber mit genugsamen Burgern versehen ist, die alle in der Kriegs-Kunst so erfahren sind, dass sie von sich selbsten ihre Hochwerthe Freyheit beschützen und erhalten können». Obwohl das Zeughaus reich mit allem Nötigen versehen sei, hätten die Wehrpflichtigen ihre Waffen daheim, [und] wer seine Waffe nicht instand halte, müsse den Mangel beheben und allenfalls mit Strafe rechnen.
Im 18. Jahrhundert brachten mehrere Gelehrte, darunter viele Ärzte, die ihre Ausbildung an den Universitäten von Zürich oder Basel erhalten hatten, den Geist der Aufklärung nach St. Gallen. Auch verschiedene Theologen werden genannt, die die Theologie in Einklang mit den Gesetzen der Natur bringen und damit wesentlich zu einem Umdenken von althergebrachten theologischen Idealen zu neuen, naturwissenschaftlichen Erkenntnissen beitragen. Als Anekdote ist etwa zu nennen, dass die Stadtrepublik bis 1724 am Julianischen Kalender festhielt, in der Fürstabtei aber schon seit 1582 der von Papst Gregor XIII. eingeführte Gregorianische Kalender galt.

## Zwei Goldene Zeitalter

### Wirtschaftlicher Aufschwung
Der wirtschaftliche Aufschwung der Stadt St. Gallen begann in der Reformationszeit mit der Ostschweizer Textilindustrie. Ab dem 15. Jahrhundert war die Stadt St. Gallen das Zentrum einer immer blühenderen Leinenindustrie, die um 1714 mit einer Jahresproduktion von 38'000 Tüchern ihren Höchststand erreichte. Die Leinwandproduktion gab Arbeit für Bauern, die Hanf und Flachs anpflanzten, Spinner (meist Frauen), die die Fasern zu Fäden spannen, Weber, die die Fäden zu Tüchern verwoben, Bleicher, die diese im Sonnenlicht weiss bleichten, und Händler, die schliesslich die Tücher verkauften. Die St. Galler Leinwand war dank rigoroser Qualitätskontrollen die beste, so dass sie von Paris bis Venedig und Prag gehandelt wurde.
Doch die Mode in den Fürstenhäusern änderte sich im 17. und 18. Jahrhundert. Die Qualität der St. Galler Leinen war so gut, dass sie sich bald niemand mehr leisten konnte oder wegen der billigeren Konkurrenz auch nicht leisten wollte. Je länger je weniger weisse Tücher wurden bestellt. 1798 waren die Bleichefelder vor der Stadt leer, der Einmarsch der Franzosen stand bevor. 1811, vor dem Russlandfeldzug, waren die Bleichen erneut leer, die Franzosen bestellten kein Tuch mehr. Sieben Jahre später wurde auf den Bleichefeldern Korn angebaut. Grosse Teile der Bevölkerung wurden arbeitslos, die Stadt sank in eine tiefe Krise.

Eine Stickmaschine, wie sie in St. Gallen und Umgebung um 1870/1880 eingesetzt wurde

Gleichzeitig stickten 30'000 bis 40'000 Frauen in der ganzen Ostschweiz und dem nahen Vorarlberg für die St. Galler Stickerei-Exporteure, die die Stickerei aus der Stadt in der ganzen Welt bekannt gemacht hatten und der Stickerei eine erste Hochblüte beschert hatten.
Inzwischen waren die Stadttore, die den Handel behindert hatten, abgerissen worden. 1835 waren an einem einzigen Tag sämtliche Flügel der Stadttore ausgehängt worden, in den Jahren darauf wurden auch die Tore mit ihren Türmen abgerissen, um Platz für breitere Strassen zu schaffen. Als einziges ist das Karlstor (Abtstor) bis heute erhalten geblieben.
In der Mitte des 18. Jahrhunderts trat dann die erste Stickereikrise ein (Tiefpunkt: Jahresproduktion von 11'000 Tüchern), die durch die sich im Ausland mächtig entwickelnde Konkurrenz und noch mehr durch die von Peter Bion 1721 eingeführte Baumwollindustrie bedingt war. Ganz schlimm war, dass mit der von Napoleon Bonaparte verhängten Kontinentalsperre nichts mehr nach England geliefert werden konnte. St. Gallen konnte jedoch bald eine führende Rolle bei der Mechanisierung der Textilindustrie einnehmen, was im 19. Jahrhundert zu einer zweiten, ungeahnten Blüte der Textilindustrie führte. Am Anfang des 19. Jahrhunderts wurden in St. Gallen zunächst Spinnereimaschinen installiert, so unter anderem von der General-Societät der englischen Baumwollspinnerei in St. Gallen, der ersten Aktiengesellschaft der Schweiz. Gleichzeitig wurden in der Gallusstadt die ersten Stickmaschinen entwickelt, die ungleich erfolgreicher als erstere werden sollten. Die Maschinen machten die Stickerei zu einer Heimindustrie, die der armen Landbevölkerung einen Zusatzerwerb bot. Viele Bauern aus der Umgebung liessen sich gegen eine Anzahlung eine Stickmaschine auf ihrem Hof installieren, wo sie dann, von Frauen und Kindern unterstützt, ihren kargen Lohn aufbesserten. Um 1910 war die Stickereiproduktion mit 18 Prozent der grösste Exportzweig der Schweizer Wirtschaft und über 50 Prozent der Weltproduktion kamen aus St. Gallen. In der Ostschweiz lebte rund ein Fünftel der Bevölkerung von der Textilindustrie. Die Einwohnerzahl der Stadt St. Gallen stieg von 11'234 im Jahre 1850 um mehr als den Faktor drei auf 37'869 im Jahre 1910; um 1900 hatte nur Genf eine grössere Bevölkerungsdichte als St. Gallen.
Bis heute sind Relikte aus der einstigen wirtschaftlichen Blüte der Stadt St. Gallen sichtbar:
- Am sonnigen Rosenberg stehen die herrschaftlichen Villen der damaligen Gross-Kaufleute, während auf der schattigen Freudenberg-Seite die eng aneinander stehenden Arbeitersiedlungen zu finden sind.
- Die künstlich angelegten Drei Weieren dienten damals als Wasserspeicher für die Textilindustrie und sind heute ein Naherholungsgebiet geworden.
- Viele Gebäude schmücken sich mit prachtvollen Erkern verziert mit Reliefs, die zeigen, wo der Kaufmann auf der Welt herumgekommen war.
- Die bekannte Universität St. Gallen wurde 1898 – in der Hochblüte der St. Galler Stickerei – als «Handelsakademie» gegründet.
- Am St. Galler Kinderfest wurde und wird immer viel Stickerei präsentiert.

Seit 1745 besteht die St. Galler Stadt Miliz Gesellschaft.

### Bau der heutigen Stiftskirche

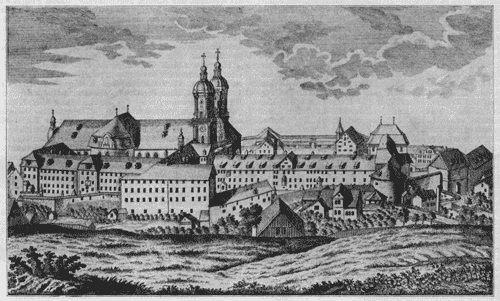
Das neue Kloster von St. Gallen 1769

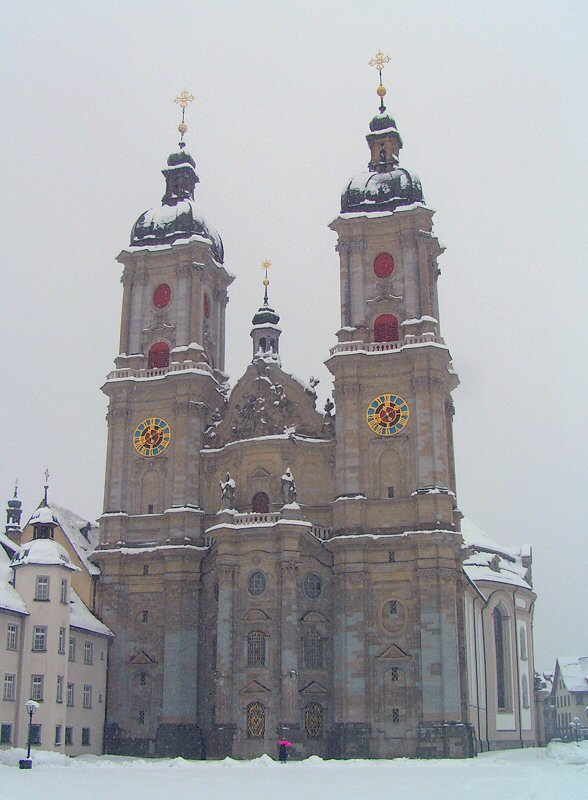
St. Galler Stiftskirche

Anfang des 18. Jahrhunderts wurde die Kirche des Klosters, die von Abt Gozbert im 9. Jahrhundert errichtet worden war, baufällig und renovationsbedürftig. Die Architekten Gabriel Loser und Johann Caspar Bagnato entwarfen den neuen, barocken Klosterbau, der die Bedeutung der Abtei St. Gallen unterstreichen sollte. Der Bau begann 1755 und dauerte in Etappen bis 1772. Seither musste das Gebäude mehrmals renoviert werden, zuletzt in den Jahren 2000–2003.
Als indirekte Voraussetzung für den Bau der neuen Stiftskirche wird das inzwischen wieder sehr gute nachbarschaftliche Verhältnis zwischen Stadtrepublik und Fürstabtei beschrieben. Die meisten Meinungsverschiedenheiten zwischen den beiden wurden jetzt in sehr kurzer Zeit durch Verhandlungen beigelegt. Beide Seiten richteten vermehrt auch Empfänge zu Ehren der anderen aus, wobei die althergebrachten Regeln betreffend Bescheidenheit der Speisekarte nicht mehr beachtet wurden und gelegentlich elf Gänge – allein vom Nachtisch – serviert wurden.

## Helvetik, Kantonsgründung, Bundesstaat

### Hauptort des Kantons St. Gallen

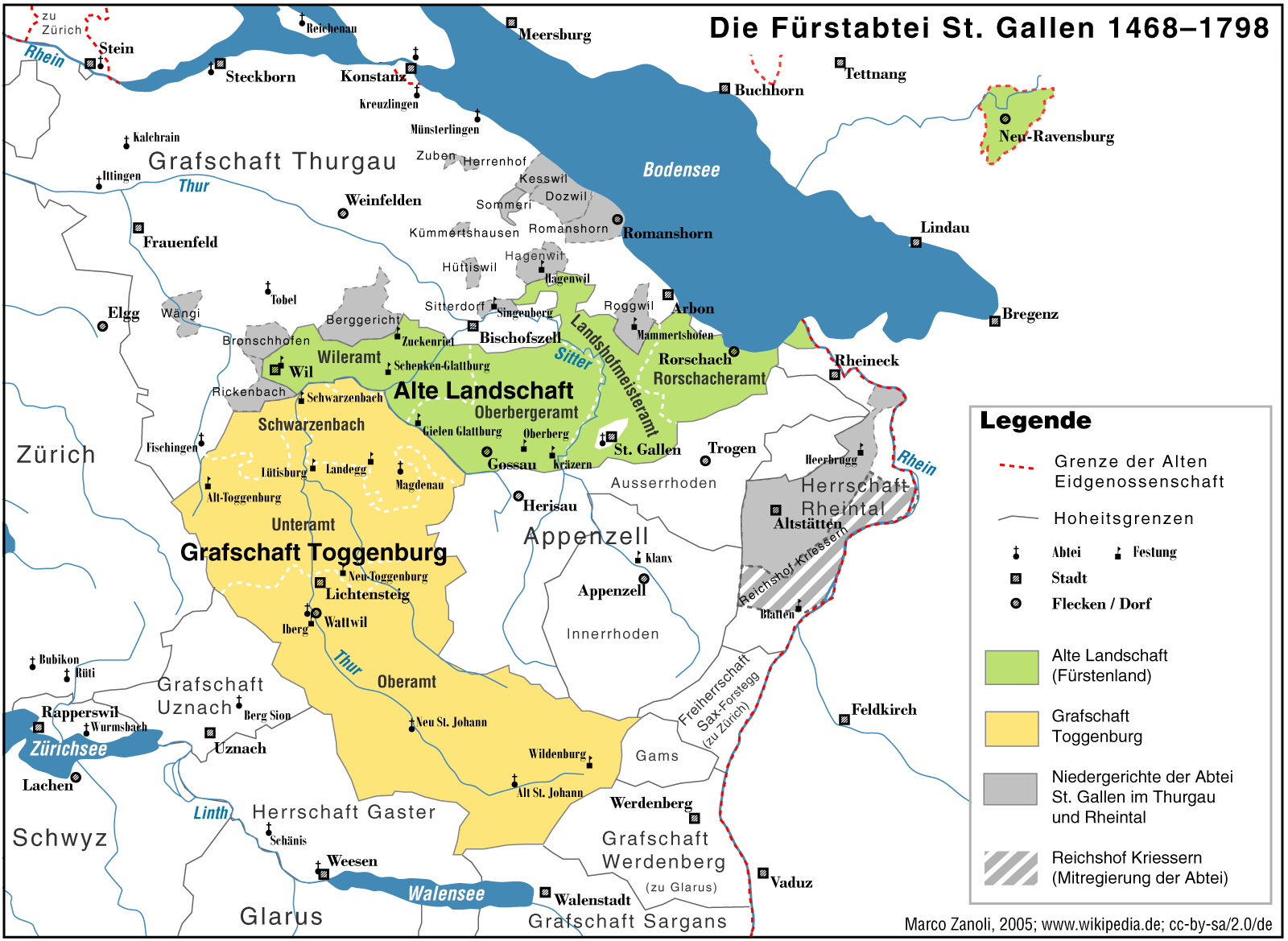
Die Fürstabtei und die Stadt bis 1798

1789 war in Frankreich die Französische Revolution ausgebrochen. Vielen Bürgern der Stadt und besonders auch den Gotteshausleuten im Untertanengebiet des Fürstabts ging es trotz dem wirtschaftlichen Aufschwung nicht besonders gut. Die Adligen sorgten dafür, dass der Freiheitsdrang wo immer möglich im Zaum gehalten wurde. «Gibt man ihnen den kleinen Finger, nehmen sie gleich die ganze Hand!» fürchtete man in Adelskreisen. Dies sollte auch die Fürstabtei erfahren, als Abt Beda Angehrn 1795 die meisten Begehren aufständischer Bürger in Gossau im «Gütlichen Vertrag» erfüllte, was den meisten Stiftsherren gar nicht gefiel. Sein Nachfolger, Pankraz Vorster, versuchte mit allen Mitteln die Hoheitsrechte des Klosters zu bewahren. Dies führte zum Aufruhr in den äbtischen Landen, beide Seiten riefen die Schirmorte der Abtei (Zürich, Luzern, Schwyz und Glarus) um Hilfe. Im Jahr 1797 gelang es diesen, eine Verfassung auszuhandeln, die den Wünschen der Untertanen weitgehend entsprach, jedoch dem Abt missfiel.

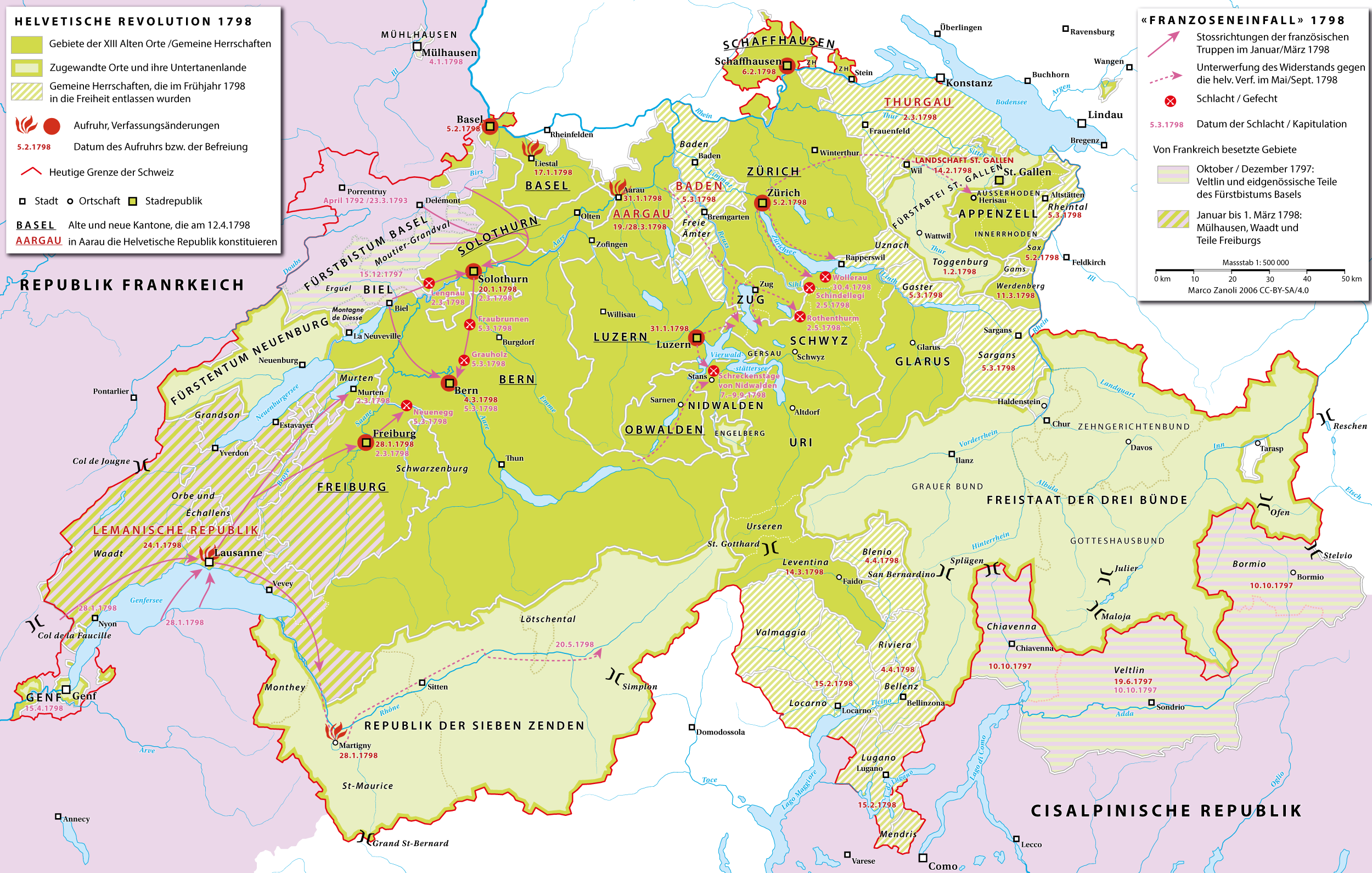
Franzoseneinfall in der alten Eidgenossenschaft

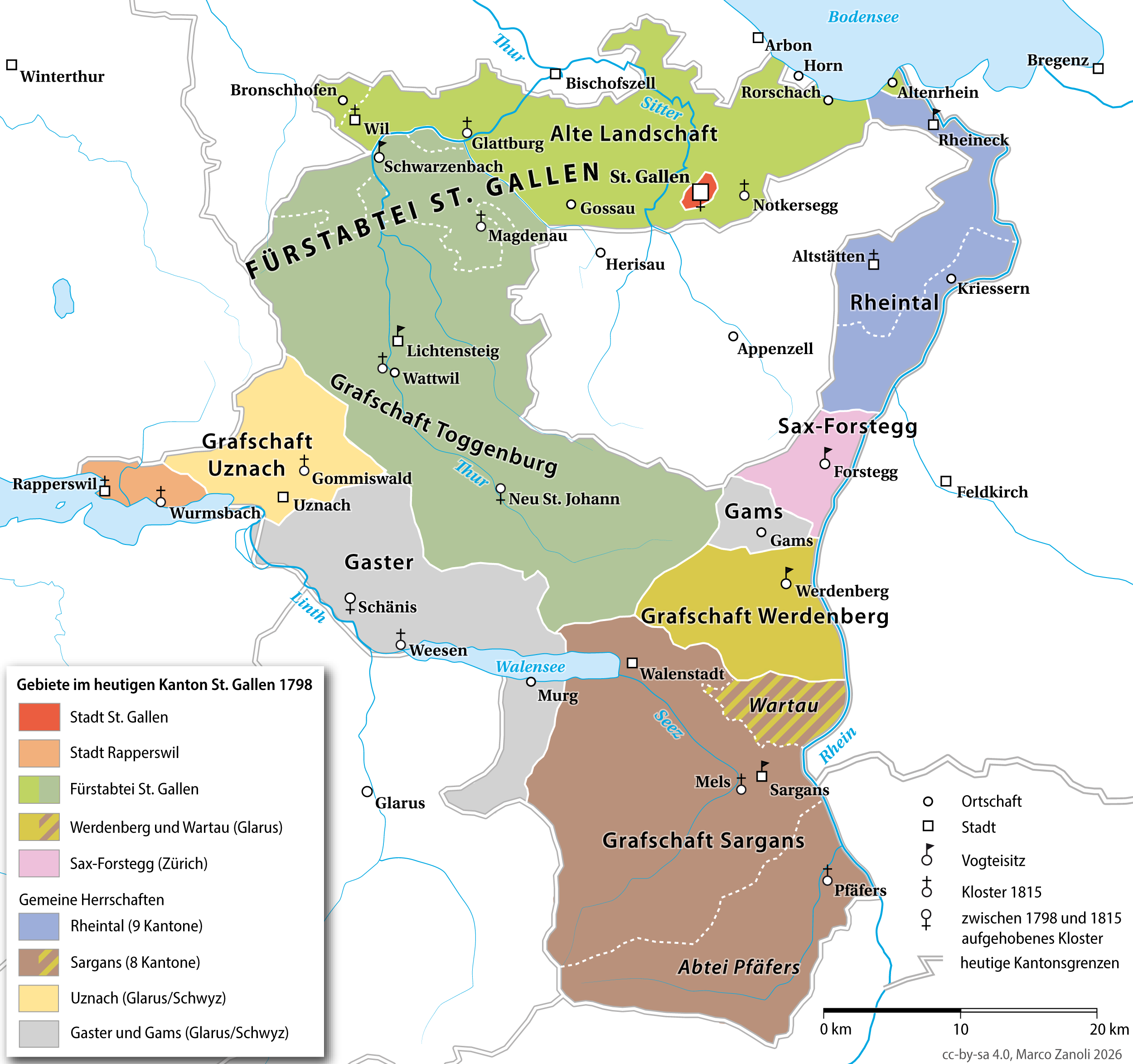
Entstehung des Kantons St. Gallen (Form nach 1803)

Ein Jahr später schlugen die Folgen der Französischen Revolution auch in der Gallusstadt wie eine Bombe ein, die französischen Truppen hatten die Schweiz eingenommen und zu einem Einheitsstaat zusammengefasst (→ Helvetik). Das Gebiet der Schweiz wurde in neue Kantone aufgeteilt. Die Gebiete der Fürstabtei, der Stadt St. Gallen und Appenzells wurden im Kanton Säntis zusammengefasst. Das Volk war von der neuen Ordnung, die am 21. Juni 1798 feierlich in St. Gallen eingeführt wurde, nicht besonders begeistert, und die Stadt empfahl den Bürgern aus Angst vor den Franzosen verschiedene vor allem vordergründige Massnahmen, wie das Aufhängen von Fahnen der neuen Republik, gleichzeitig aber das Verstecken von Vermögenswerten. Appenzell wurde vorerst der neue Hauptort des Kantons Säntis. Mit der Einführung der neuen Helvetischen Ordnung war in St. Gallen auch das Ende des Zunftwesens gekommen. Die Zünfte lösten sich auf und ihre Häuser wurden privatisiert. Auch das Kloster wurde aufgehoben und fast alle Mönche ins nahe Mehrerau verjagt. Der Abt war schon vorher mit einem grossen Teil des klösterlichen Vermögens nach Wien aufgebrochen.
Bereits im Juli wurde von den Helvetischen Räten auf Anregung von Kaspar Bolt St. Gallen zum Hauptort des neuen Kantons Säntis. Der Gebietsbestand des Kantons blieb jedoch umstritten, besonders Appenzell strebte nach einer Wiederherstellung seiner Souveränität. An der Helvetischen Consulta in Paris, an der unter Vermittlung von Napoleon Bonaparte eine neue Ordnung für die Schweiz ausgearbeitet werden sollte, wirkten Abgeordnete aus St. Gallen vergeblich für eine Erhaltung des Kantons. Nach der Wiederherstellung der alten Kantone Glarus und Appenzell wurde aus den restlichen Gebieten der Kantone Säntis und Linth der neue Kanton St. Gallen gebildet (→Mediation). Am 15. April 1803 trat in St. Gallen der erste Grosse Rat des Kantons zusammen. Die Regierung und das Kantonsparlament nahmen ihren Sitz in der ehemaligen Pfalz in den Gebäuden der Fürstabtei. (→ Geschichte des Kantons St. Gallen)
In einer offenbar hitzigen Debatte am 8. Mai 1805 beschloss der Grosse Rat des Kantons, eine (angebliche) Weisung Napoleons umzusetzen und die Abtei formell aufzulösen und ihr Vermögen aufzuteilen. Kirchenrechtlich ging sie 1823 im Doppelbistum St. Gallen-Chur auf. Im Gegensatz zu vielen anderen Klosterauflösungen wurde dem Kloster aber sein rein kirchliches Vermögen überlassen und in eine neue Gesellschaft überführt: Der nachmalige Katholische Konfessionsteil des Kantons St. Gallen (so seit 1847) war als Organisation aller Katholiken des Kantons gegründet worden und übernahm das Eigentum am Klostergebäude und an den religiösen Gegenständen des Klosters. Er ist unter anderem für die Finanzierung der Geistlichen im Kanton und für die Oberaufsicht über die Katholische Kantonssekundarschule zuständig.
Viel über die Streitigkeiten zwischen der Stadt und den Vertretern der anderen Bezirke des Kantons und die verschiedenen Kantonsverfassungen, die in der ersten Hälfte des 19. Jahrhunderts ausgearbeitet wurden, ist im Artikel zur Geschichte des Kantons St. Gallen nachzulesen. Als wichtiger Punkt ist hervorzuheben, dass es der Stadt immer gelang, eine überproportionale Vertretung im Grossen Rat des Kantons zu erreichen. Auch wurden die Volksvertreter einigermassen paritätisch gewählt, es wurden also ungefähr gleich viele Sitze an katholische wie protestantische Mitglieder verteilt. Dank dem Vorrecht der Stadt hatten die reformierten Vertreter noch eine geringe Mehrheit, obwohl die Zahl der Katholiken im Kanton insgesamt noch deutlich grösser war als jene der Protestanten.
Der Kantonsrat erliess am 1. April des Jahres 1816 eine neue Ordnung für die Politik des Hauptortes. So sollten ein Stadtrat bestehend aus zwei Präsidenten und 17 Mitgliedern und verschiedene städtische Gerichte gewählt und eingesetzt werden (letzteres Recht entfiel mit der dritten Kantonsverfassung von 1831 wieder). Die von der Kantonsverfassung geforderte Trennung der politischen Gemeinde von der Ortsbürgergemeinde wurde erst 1824 vollständig vollzogen. Letztere ist noch heute für die Vergabe des städtischen Bürgerrechts zuständig. Lange noch war das Bürgerrecht der Stadt praktisch ausschliesslich reformierten Bürgern zugesprochen worden. Erst 1873 nahm die Bürgerversammlung erstmals freiwillig einen Katholiken ins städtische Bürgerrecht auf (zuvor war es vorgekommen, dass der Kanton die Aufnahme Heimatloser angeordnet hatte).
Viel mehr als die Umwälzungen in der Politik beschäftigte die Bürger jedoch in dieser Zeit ein viel dringenderes Problem: Im Kanton St. Gallen war 1816 eine Hungersnot ausgebrochen, die bald zweitausend Opfer fordern sollte. Das Leinwandgewerbe war nach dem Sturz Napoleons am Boden, weil wieder die billige Konkurrenz aus England die Märkte überschwemmte. Auf den Feldern in der Bleiche wurden fortan Kartoffeln angepflanzt. Besser florierte das Baumwollgeschäft. Über Italien wurde die Baumwolle nach Nordafrika und Amerika exportiert.

### Zeit im neuen Bundesstaat
| Einwohnerentwicklung bis zum Ersten Weltkrieg | Einwohnerentwicklung bis zum Ersten Weltkrieg | Einwohnerentwicklung bis zum Ersten Weltkrieg | Einwohnerentwicklung bis zum Ersten Weltkrieg | Einwohnerentwicklung bis zum Ersten Weltkrieg |
| --------------------------------------------- | --------------------------------------------- | --------------------------------------------- | --------------------------------------------- | --------------------------------------------- |
| 1809                                          | 08'118                                        |                                               | 1870                                          | 16'675                                        |
| 1824                                          | 08'906                                        | 1880                                          | 21'438                                        |                                               |
| 1837                                          | 09'430                                        | 1888                                          | 27'390                                        |                                               |
| 1850                                          | 11'234                                        | 1900                                          | 33'187                                        |                                               |
| 1860                                          | 14'532                                        | 1910                                          | 37'657                                        |                                               |

Als Folge des Sonderbundskriegs von 1847 wurde die neue Bundesverfassung im Herbst 1848 in Bern ausgerufen. Damit waren viele Rechte, die bis jetzt dem Kanton zugestanden hatten, an den Bund übergegangen. Dazu gehörte etwa das Postwesen, die Telegrafie (zwischen St. Gallen und Zürich entstand die erste Telegrafenleitung der Schweiz im Jahr 1852), das Zollwesen, die Währungshoheit und grösstenteils auch das Militärwesen. Am 17. Mai 1852 wurde in St. Gallen die Währung auf den Franken umgestellt. Im Militärwesen stellte sich das Problem, dass in der Stadt zur Ausbildung der Rekruten keine geeignete Kaserne mehr verfügbar war. Erst einige Jahre später konnten dafür geeignete Standorte vor der Stadt gefunden werden. An einem weiteren Beispiel zeigt sich, dass die Zentralisierung wichtig war: Bei einer Inspektion im Jahr 1854 wiesen etwa ein Viertel der Wehrpflichtigen Gewehre vor, die in einem Gefecht nichts mehr getaugt hätten. Noch immer war die Beschaffung von Waffen und Uniform Sache des Wehrmanns.
Die Errichtung des neuen Bürgerspitals 1845 machte die beiden Prestenhäuser überflüssig, die 1856 bzw. 1875 abgebrochen wurden.
In den 1850er-Jahren stellte sich in der Stadt das Problem erheblicher Platznot für die verschiedenen Schulen sowie auch für die mit ihnen verbundenen Bibliotheken. Das «Bubenkloster» bei St. Katharinen war längst zu klein geworden und die Provisorien konnten nicht befriedigen. Nach längeren Verhandlungen konnte man sich 1851 darauf einigen, von Georg Leonhard Steinlin das Gebiet neben dem heutigen Kantonsschulpark für die neuen Schul- und Bibliotheksräume zu erstehen. Die Kaufmännische Corporation schoss einen Teil des Kaufpreises vor, übernahm aber als Gegenleistung das nicht mehr verwendete Zeughaus der Stadt sowie die Katharinen-Liegenschaft. 1855 wurde das von Felix Wilhelm Kubly erbaute Gebäude eröffnet und beherbergte jetzt die Knaben-Realschule, das Gymnasium, die sogenannte Industrieschule sowie die Stadtbibliothek. 1865, mit einer neuerlichen Änderung in der Kantonsverfassung, ging das höhere Schulwesen in den Aufgabenbereich des Kantons über und damit auch das neue Schulgebäude. Daraus ist die noch heute bestehende Kantonsschule am Burggraben geworden.

### Eisenbahn kommt nach St. Gallen

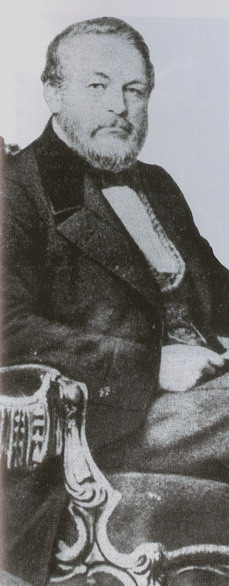
Karl Etzel konstruierte die erste Eisenbahnbrücke über die Sitter

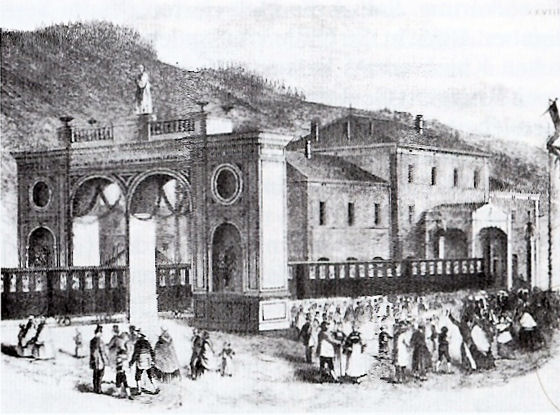
Der erste Bahnhof von St. Gallen, um 1856; Stahlstich eines unbekannten Autors

Früh erkannte man in St. Gallen die Vorteile der Eisenbahn, die 1844 erstmals nach Basel fuhr und seit 1847 zwischen Zürich und Baden verkehrte. 1852 beschlossen Stadt und Kanton St. Gallen in unabhängigen Versammlungen die Mitfinanzierung der Eisenbahnlinie von Zürich über Wil und St. Gallen nach Rorschach, obwohl die projektierten Kosten weit jenseits des damals für Staatsaufgaben üblichen Rahmens lagen. Stadt und Kanton beteiligten sich also durch Aktienkauf an der Sankt Gallisch-Appenzellischen Eisenbahngesellschaft, die auch sofort mit dem Bau der Strecke begann. Nachdem Karl Etzel das erste grosse Sitterviadukt, den schwierigsten Teil der Bauarbeiten, 1856 fertiggestellt hatte, fuhr der erste Zug am Ostermontag, dem 24. März 1856, im Bahnhof St. Gallen ein. Die Trambahn der Stadt St. Gallen wurde erst 1897 eingeweiht, dafür wurde sie von Anfang an elektrisch betrieben.

### Internierte des Deutsch-Französischen Krieges

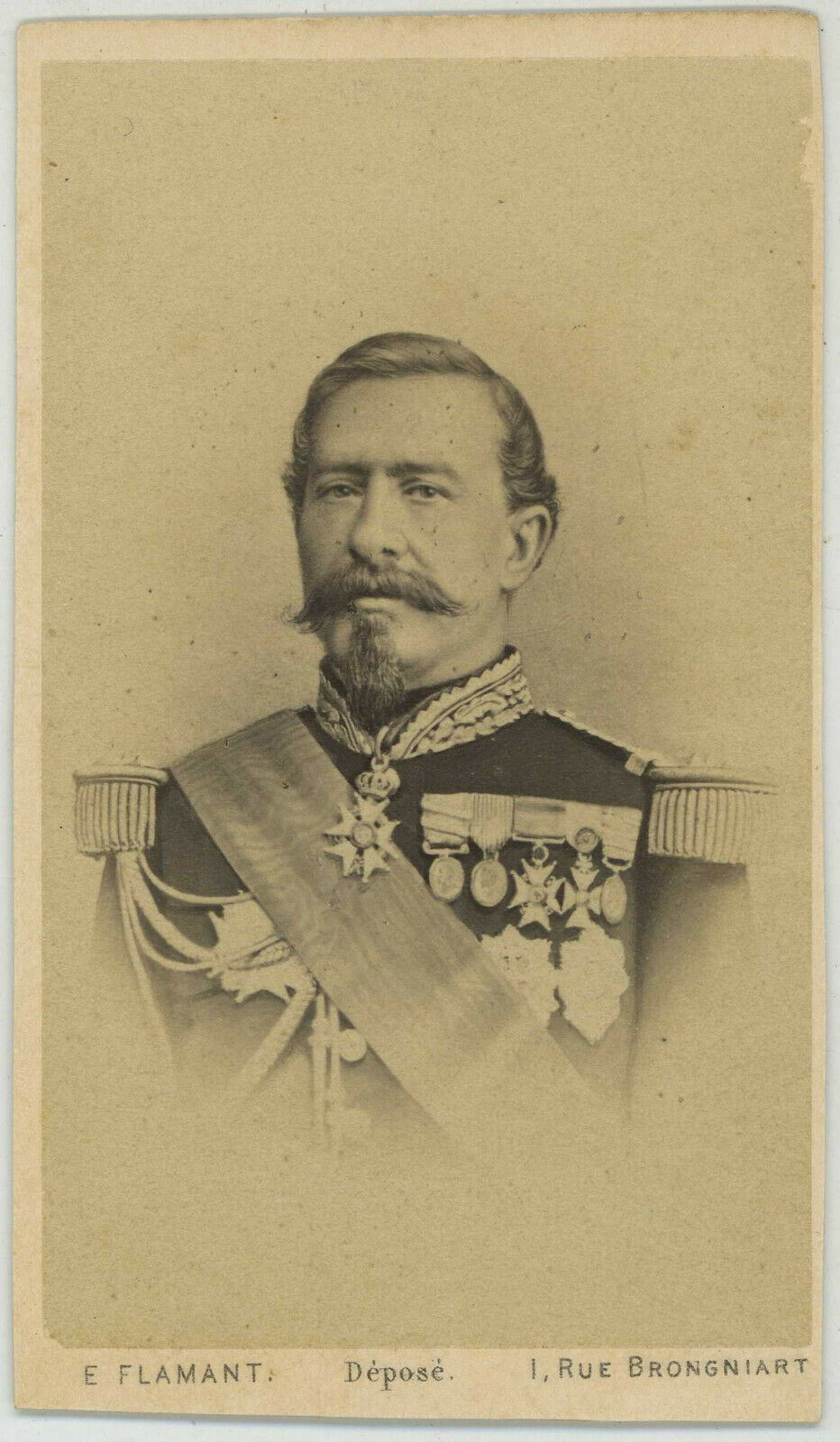
General Bourbaki

Im Zuge des Deutsch-Französischen Krieges trat am 1. Februar 1871 General Bourbaki mit seiner Bourbakiarmee im Kanton Neuenburg über die Schweizer Grenze, um sich mit seinen Soldaten internieren zu lassen, statt von den deutschen Gegnern aufgerieben zu werden. Die Stadt St. Gallen hatte 2000 Internierte zu beherbergen, davon viele Verwundete. Es wird berichtet, dass die Einheimischen, wo immer möglich, bereitwillig überall Hand anlegten, wo es nötig war, um die grossen logistischen Probleme zu lösen, die durch die fremden Soldaten verursacht wurden (die Stadt zählte 1870 16'675 Einwohner). Neben Nahrungsmitteln musste den völlig abgekämpften Internierten häufig auch neue Kleidung und neues Schuhwerk beschafft werden.

### Wirtschaftliche Blüte
Neben der Stickerei, über die weiter oben berichtet wurde und die andernorts noch weiter ausgeführt werden soll, erlebte ein anderer Wirtschaftszweig einen starken Aufschwung: Banken und Versicherungen. Diese beteiligten sich mit anderen Sparten mittels der 1878 gegründeten Geografischen Gesellschaft St. Gallen am Schweizer Kolonialismus, einem «Kolonialismus ohne Kolonien». Die meisten Bankneugründungen der zweiten Hälfte des 19. Jahrhunderts wurden später Teil einer der Grossbanken. Die St.Galler Kantonalbank und die der Ortsbürgergemeinde St. Gallen gehörende Vadian Bank (ehemals Ersparnisanstalt der Stadt St. Gallen) fusionierten erst 2015. Auch die Helvetia-Versicherung hat ihren Hauptsitz noch heute in St. Gallen, in unmittelbarer Nähe zum Bahnhof. Als weitere wichtige Gewerbebetriebe sind beispielhaft zu nennen: Die Brauerei Schützengarten (seit 1779) als älteste Brauerei der Schweiz, die Zollikofer AG (seit 1789) als Herausgeber des St. Galler Tagblatts, die Metallbaufirma des Pankraz Tobler sowie die Schokoladenfabrik Maestrani (1859–2004 in St. Gallen).
Mit der wirtschaftlichen Blüte, die die Stadt nicht zuletzt der Stickerei verdankte, änderte sich auch das Stadtbild nachhaltig. Neue Quartiere entstanden und neue, repräsentative Bauten wurden erstellt. In der Zeit von 1900 bis zum Ersten Weltkrieg entstanden unter anderen das Volksbad, die Kirchen St. Maria Neudorf, Bruggen und Heiligkreuz, die Tonhalle, der neue Bahnhof sowie diverse Villen am Rosenberg. Auch die Universität St. Gallen wurde 1898 in der Folge der Textilblüte als Handelsuniversität gegründet.

## Modernisierung

### Aufbau der modernen Wasserversorgung
Lange hatte die Steinach die Wasserversorgung der Stadt sichergestellt. Im Laufe des 15. Jahrhunderts hatte man jedoch begonnen, die schlechte Wasserqualität, die durch das gleichzeitige Verwenden des Flusses als Kloake entstand, als Ursache für verschiedene Krankheiten zu erkennen. 1471 erstellten Kloster und Stadt zusammen eine erste Wasserleitung zum sogenannten Loch (beim heutigen Gallusplatz auf der Westseite des Klosters). Das Wachstum der Stadt machte jedoch bald weitere Leitungen und Brunnen erforderlich. Ende des 19. Jahrhunderts reichten die vorhandenen Brunnen erneut nicht mehr aus, um die Bevölkerung mit genügend Wasser zu versorgen. Auch waren keine weiteren zur Quellfassung geeigneten Bäche mehr vorhanden. Ausserdem waren inzwischen Hausanschlüsse für fliessendes Wasser in anderen Städten bereits Realität. So beschloss der Stadtrat im Jahre 1893, die Trinkwasserversorgung der Stadt durch Bodenseewasser sicherzustellen. In der Nähe von Goldach wurde daraufhin die Entnahmestelle erbaut, die noch heute das Wasser aus 45 Metern Seetiefe entnimmt, reinigt (→ Trinkwasseraufbereitung) und in die 300 Meter höher gelegene Stadt hinaufgepumpt. Heute beziehen auch weitere Gemeinden in der Umgebung der Stadt ihr Trinkwasser aus dem städtischen Wasserversorgungsnetz.
Am 1. Mai 1895 floss zum ersten Mal Bodenseewasser in die St. Galler Haushalte. Als Erinnerung daran schuf August Bösch beim Multertor den Broderbrunnen. Der Brunnen, der mit seinen Nixen und Tiergestalten auffällt, erhielt seinen Namen von Kantonsrichter Hans Broder (1845–1891), der das nötige Geld testamentarisch der Stadt vermacht hatte. Die Bedeutung als Denkmal zur Wasserversorgung erklärt, weshalb zu jener Zeit eine Brunnenanlage gebaut wurde, die zur Wasserfassung so überhaupt nicht geeignet ist.

### Stadtverschmelzung 1918

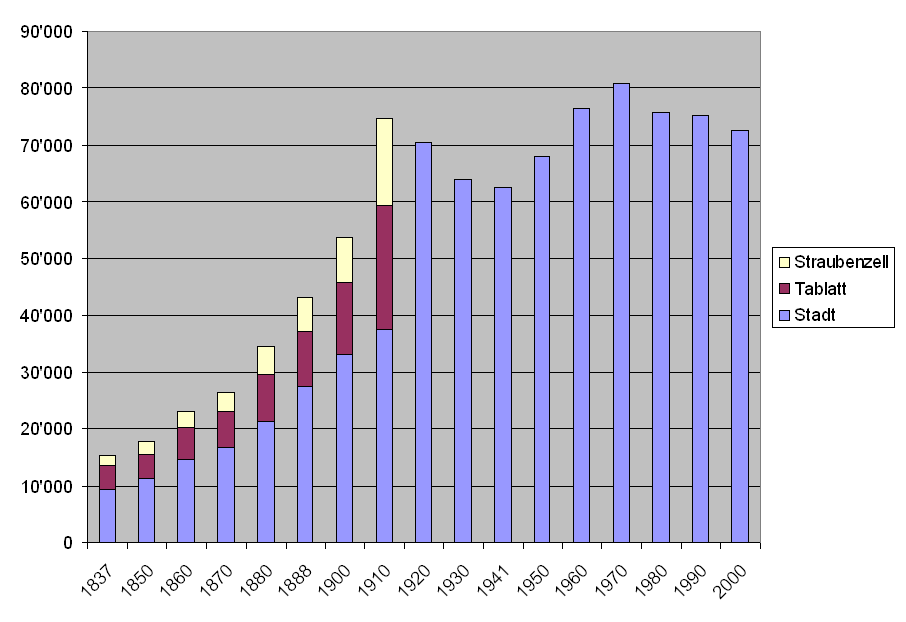
Bevölkerungsentwicklung in der Stadt St. Gallen. Vor 1920 sind die Zahlen für Tablat und Straubenzell separat ausgewiesen.

Ab Beginn des 18. Jahrhunderts hatte sich das Stadtbild deutlich verändert. Die Stadt wuchs in alle Richtungen, besonders auch die Vororte Tablat und Straubenzell, die bis 1798 zum Gebiet der Fürstabtei gehört hatten, wurden weiter ausgebaut und zogen viele Bewohner an. Landwirtschaft wurde auf den Ebenen immer weniger betrieben, dafür nahm die Zahl der armen Fabrikarbeiter aus den wachsenden Industriequartieren am Stadtrand stark zu. Seit 1897 verband die drei Gemeinden auch ein gemeinsames Tramnetz, das einen regen Pendelverkehr in die Stadt erlaubte. Auch die Wasser- und Energieversorgung wurden von allen Gemeinden gemeinsam organisiert. Viele neue Gebäude und Fabriken entstanden an den Grenzen zwischen den Gemeinden, denn in der Stadt war kein Platz mehr. Bald war es kaum mehr möglich, die Grenzen der Stadt vom Umland festzustellen. 1900 scheiterte eine Gemeindeverschmelzung noch am Widerstand der reichen Städter, die nicht mit den ärmeren Aussengemeinden teilen wollten sowie – wieder einmal – an der Konfessionsfrage. Letztere spielte besonders im Schulwesen noch eine Rolle. Noch weit ins 19. Jahrhundert hinein waren konfessionell unabhängige Schulen in der Stadt die Ausnahme und die Aufsicht und Organisation der Schulen Aufgabe der Konfessionen. Die überkonfessionelle „Einwohner-Schulgemeinde“ bildete sich erst 1879 aus der katholischen und der evangelischen Schulgemeinde sowie der noch unter der Aufsicht der Ortsbürgergemeinde verbliebenen Realschule. Dies löste auch das zu dem Zeitpunkt immer noch bestehende Problem der Ungleichbehandlung von Ortsbürgern und Zugewanderten im Schulwesen. Auch in anderen Bereichen des öffentlichen Lebens hatte die Ortsbürgergemeinde nach und nach Aufgaben an die neue politische Gemeinde (Einwohnergemeinde) abgetreten.
Längere Abklärungen, viele angeforderte Statistiken über Bevölkerungszahlen, Wachstum, Vermögen, Schulverhältnisse und allerlei mehr verzögerten die Verschmelzung noch weiter. Zudem musste zunächst noch die Kantonsverfassung angepasst werden, um eine Gemeindeverschmelzung überhaupt zu ermöglichen.
Am 30. Juni 1918 wurde die Verschmelzung der drei Gemeinden endgültig besiegelt. Die Stadt zählte jetzt 69'261 Einwohner. Eigenständig blieben allein die Bürgergemeinden, die sich im 19. Jahrhundert aus den drei politischen Gemeinden gebildet hatten. Noch heute gibt es zweierlei Bürgerrecht in der Stadt: Das der alten Stadt und das von Tablat. Die Bürgergemeinde von Rotmonten wurde Ende 2008 mit der Ortsbürgergemeinde St. Gallen verschmolzen, da ihr nur noch sehr wenige Personen angehörten, jene von Straubenzell Ende 2015.

## Zeit der Weltkriege
Der Erste Weltkrieg ging auch an St. Gallen nicht ohne tiefe Einschnitte vorbei. Neben der starken Inflation und der Lebensmittelknappheit brachte die Grippeepidemie von 1918 eine bedrückende Not über die Stadt. 1918 berichteten die Ärzte von über 20'000 Grippefällen in der nun erweiterten Stadtgemeinde.
Der Krieg und die Weltwirtschaftskrise kurz danach liess auch die St. Galler Textilindustrie zum zweiten Mal in eine grosse Krise schlittern. Schon vorher hatten sich die Anzeichen gehäuft, dass die wirtschaftliche Abhängigkeit der Region von der Textilindustrie zu Problemen und Konflikten führen würde. Grosse Teile der Bevölkerung wurde arbeitslos und wanderte daraufhin aus Stadt und Kanton aus. Innerhalb von nur 30 Jahren fiel die Zahl der kantonal in der Stickereiindustrie Beschäftigten von 30'000 auf nur 5'000. Allein die Stadt verlor 13'000 Einwohner.
1883 kam es zu schweren antisemitischen Ausschreitungen, obwohl inzwischen auch Juden das St. Galler Bürgerrecht gewährt werden konnte und erst 1881 die Synagoge in der Stadt errichtet worden war. Hitlers Machtergreifung ging dann später auch an St. Gallen nicht unbemerkt vorbei. Die NSDAP-Ortsgruppe St. Gallen rekrutierte ihre Mitglieder vorwiegend aus den zahlreichen deutschen Einwanderern in Stadt und Umgebung. Nach 1933 organisierte die Partei verschiedene politische Aktivitäten in der Stadt, um die Indoktrinierung auf Hitlers Programm zu festigen. Am 29. Januar 1936 konnte die NSDAP sogar den grossen Saal im Schützengarten mieten. Die Gruppe wurde 1945 vom Bundesrat endgültig verboten, nachdem mehrere entsprechende Versuche auf kantonaler und kommunaler Ebene an fehlender politischer Kompetenz gescheitert waren.
Um die Abwanderungswelle aufzuhalten, wurde in den 1920er Jahren, wie seit dem 18. Jahrhundert wiederholt, intensive Imagepflege betrieben. Es wurde dabei allerdings noch stark auf die Durchhalteparole gesetzt, in der Hoffnung, die Stickereiindustrie werde sich nochmals so erholen, wie 100 Jahre zuvor. Da die Stadt «keine reizende Lage» aufweise, wurde sie als gemütlich, lebenswert und liebenswürdig dargestellt.
Erst nach 1950 setzte eine leichte Erholung der Stickerei-Industrie ein. Leistungsstarke Stickautomaten machen diese heute zu einem hoch spezialisierten Zweig der Textilindustrie. St. Galler Stickereien gehören dabei nach wie vor zu den meistgefragten Materialien für teure Kreationen der Pariser Haute Couture.
Die weitere Abwanderung wurde erst nach dem Zweiten Weltkrieg durch die zunehmende Diversifikation der Wirtschaft aufgehalten. Zur bisher vorherrschenden Textilindustrie gesellten sich nun auch grosse Firmen der Metall- und Maschinenindustrie. Ausserdem traten jetzt, je länger je mehr, Dienstleistungsbetriebe wie Banken und Versicherungen als Arbeitgeber in den Vordergrund.
Während der Anbauschlachten des Ersten und Zweiten Weltkriegs wurde jeder Quadratmeter fruchtbarer Erde in Acker umgewandelt. Selbst auf dem Klosterplatz in der Stadt wurden Kartoffeln angepflanzt.

## Zeit nach 1945

### Wirtschaftlicher Aufschwung

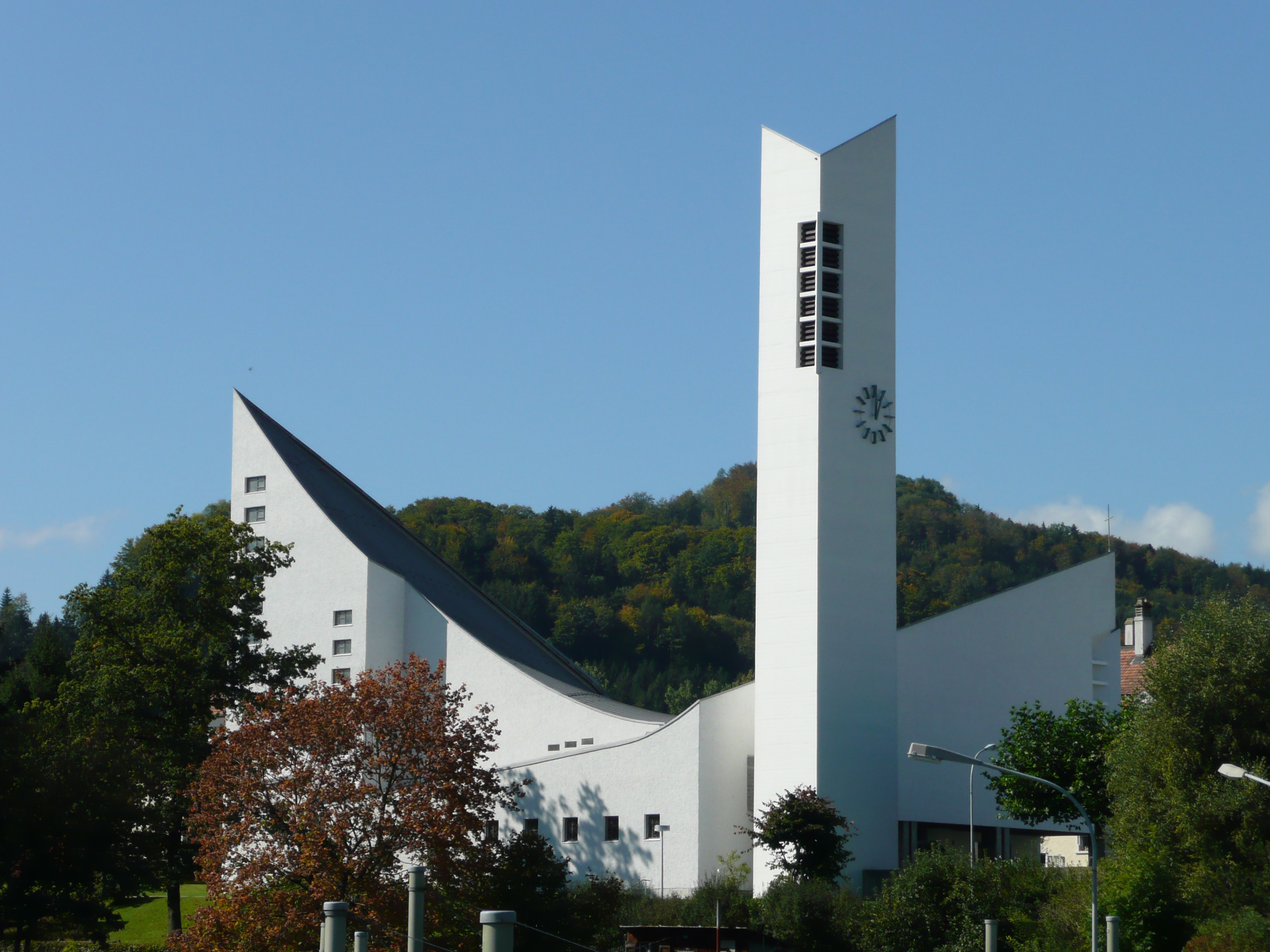
Die katholische Kirche von Winkeln, erbaut 1958/1959

Durch den einsetzenden wirtschaftlichen Aufschwung in den Fünfzigerjahren nahm jetzt die Bautätigkeit wieder markant zu, besonders in den Aussenquartieren. Verschiedene neue Quartiere entstanden, darunter die Industriegebiete von Winkeln, dazugehörige Wohnsiedlungen in Russen und im Kreuzbühl, weitere Siedlungen nördlich des Rosenbergs, in Oberhofstetten und anderswo. Zudem wurden jetzt einige Infrastrukturprojekte möglich, die während der Notzeit hinausgeschoben wurden. In der Zeit nach 1945 wurden mindestens ein halbes Dutzend neuer Schulhäuser eröffnet und ebenso viele Kirchen gebaut (→ Liste der Sakralbauten in der Stadt St. Gallen).
Die massive Zunahme des Individualverkehrs in die Stadt liess die Strassen bald an ihre Kapazitätsgrenzen kommen. An eine grosszügige Verbreiterung oder Ergänzung der Hauptdurchfahrtsstrassen durch die Innenstadt war wegen der engen Topografie zwischen Freuden- und Rosenberg nicht zu denken. Neben der N1, die gemäss einem Entscheid des Bundesrates vom 20. Januar 1971 mitten durch die Stadt führen sollte, wurde dem Aufbau eines leistungsfähigen Nahverkehrssystems durch die VBSG grosse Bedeutung zugemessen.

### Neue Angebote und neue Verantwortlichkeiten
Mit der Realisierung von neuen Infrastrukturprojekten, darunter auch dem neuen Stadttheater (als Ersatz für das alte, baufällige und inzwischen zu kleine Theatergebäude an der Stelle am Marktplatz, wo heute eine McDonald’s-Filiale steht) stiegen auch die Kosten. Dazu musste die Stadt immer grössere Summen an die Museen und andere Institutionen bezahlen, die bis Ende 1978 von der Bürgergemeinde betrieben wurden, weil diese dazu nicht mehr in der Lage war. Anfang 1979 gingen die Museen an eine von der Stadt finanzierte Stiftung über, die Stadtbibliothek Vadiana aber an den Kanton. Weil auch die Finanzen der politischen Gemeinde längst nicht mehr so rosig aussahen wie noch keine fünfzig Jahre zuvor, suchte die Stadt nun ihrerseits um weitere Unterstützung beim Kanton nach. Dieser beteiligte sich nun mit namhaften Beiträgen an der Universität, die Anfang der 1960er-Jahre wegen akuter Raumnot von der Innenstadt an den heutigen Standort auf dem Rosenberg umgezogen war. Seit 1985 ist die Verantwortung ausschliesslich beim Kanton, da er seit diesem Jahr sämtliche Betriebsbeiträge übernommen hat. Dies ist eine Folge des Finanzausgleichs, der ganz erheblich zur Entlastung der Stadtkasse beigetragen hat (siehe auch nächsten Abschnitt).

### Bevölkerungsentwicklung im 20. Jahrhundert
Seit der Stadtverschmelzung ist die Bevölkerung in der Gallusstadt mehrheitlich stabil geblieben. Nach einem geringen Anstieg bis in die 1960er-Jahre hinein lag die ständige Wohnbevölkerung Anfang 2000 mit 69'768 Personen nur sehr knapp höher als 80 Jahre zuvor, aber deutlich unter dem Wert der Sechzigerjahre. Der Abnahmetrend ist in der Stadt St. Gallen überdurchschnittlich gross, verglichen mit anderen Städten im Schweizer Mittelland. Deutlich angestiegen ist jedoch die Wohnbevölkerung in der Umgebung der Stadt. Auffällig ist, dass der Ausländeranteil von 15 (1966) auf 28 Prozent (2011) stieg. Am stärksten angestiegen ist dabei die Zahl der Einwanderer aus dem ehemaligen Jugoslawien.
Für diese Bevölkerungsentwicklung dürften die Jugoslawienkriege in den Neunzigerjahren verantwortlich sein (zuvor waren es in den Sechziger- und Siebzigerjahren italienische Fremdarbeiter, die lange die zweitgrösste Gruppe der Ausländer ausmachten). Viele Flüchtlinge suchten in der Ostschweizer Metropole Schutz vor den Wirren des Krieges in ihrer Heimat. Die Zuwanderung aus diesem Kulturkreis führte und führt noch heute zu Kulturkonflikten in der Stadt, besonders auch in den Schulen. Die Kriminalitätsrate nahm zu. Während der Stadt durch diese Zuwanderer (und auch die zunehmende Drogenkriminalität) erhebliche Mehrkosten entstanden (Sozialleistungen, medizinische Betreuung, Eingliederungsbemühungen – Polizeiaufsicht, Strafverfolgung, Strafvollzug), zogen gleichzeitig viele Personen der Mittel- und Oberschicht aus der Stadt in die umliegenden Gemeinden wie Gaiserwald, Mörschwil oder Trogen, um deutlich Steuern sparen zu können, oftmals verbunden mit dem Bau einer Eigentumswohnung an ruhiger Lage. Einigen Quartieren mit besonders hohem Ausländeranteil haftet noch heute der Ruf eines «Ghettos» an, was aber keinerlei Aussagen über eine erhöhte Kriminalität oder eine verminderte Lebensqualität in diesen Quartieren zulässt.
Durch diese Migrationsbewegungen kam die Stadt gegen die Jahrtausendwende in erhebliche Geldnot, so dass Verschuldung und Steuern zu gleichen Teilen anstiegen, was wiederum den Anreiz erhöhte, wegzuziehen, sobald das Geld reichte. Die bevorzugten Destinationen der Wegzügler liegen nahe genug an der Stadt, um vom Zentrumsangebot (Kinos, Theater, Musik; aber auch Arbeit) trotzdem profitieren zu können. Der Teufelskreis konnte dadurch gebrochen werden, dass mit den umliegenden Gemeinden und dem Kanton Ausgleichszahlungen für die Zentrumsleistungen vereinbart wurden (→Finanzausgleich). Unterstützend kam hinzu, dass die Konjunktur in der Zeit bis 2007 wieder deutlich anzog, was die Steuereinnahmen von städtischen Unternehmen verbesserte. Seit 1999 sinkt die städtische Verschuldung wieder mehr oder weniger kontinuierlich.
Im August 2023 fand erstmals ein Pride-Umzug in St. Gallen statt, welcher mehr Offenheit in der Ostschweiz fordert.